# Putnok
Putnok (szlovákul: Putník) város Borsod-Abaúj-Zemplén vármegyében, a Putnoki járás központja.

## Fekvése
A vármegye északnyugati részén helyezkedik el, a Sajó völgyében, a folyó bal partján. Északi határa a Putnoki-dombság tagolt felszíni területére is kiterjed.
A megyeszékhelytől, Miskolctól 40 kilométerre északnyugatra terül el, Ózdtól 20 kilométerre északkeletre fekszik. A közvetlenül határos települések: északkelet felől Alsószuha, kelet felől Dubicsány, dél felől Sajóvelezd, délnyugat felől Sajónémeti, nyugat felől Hét, északnyugat felől pedig Serényfalva. Észak felől a legközelebbi település Kelemér, de a közigazgatási területeik nem érintkeznek.
A település közigazgatási területén áthalad a 26-os főút, sőt a város belterületi részét is érinti, a központ északi részén halad el kelet-nyugati irányban. A 26-os után a város legfontosabb útvonala az abból dél felé kiágazó 2523-as út, azon található Putnok egyetlen Sajó-hídja is. Kelemérrel a 2602-es út köti össze.
Putnok vonattal elérhető a Miskolc–Bánréve–Ózd-vasútvonalon, illetve érinti a várost az Eger–Putnok-vasútvonal is, ám azon Putnok és Szilvásvárad között nincs forgalom. Putnok vasútállomás a városközpont déli részén található, nem messze a 2523-as úttól, közúti megközelítését az abból kiágazó, rövidke 25 311-es számú mellékút biztosítja.

## Nevének eredete
Nagy valószínűséggel szláv eredetű, és utast, útmentit jelent. Más forrás szerint a magyar királyi szőlőművelők felügyelőjének, a „puttonnok”-nak a nevéből is származhat.

## Címere[4]
Putnok város címere téglalap alapú pajzs kék mezejében lebegő ezüstpáncélos jobbkar. A páncélkesztyűs kéz aranymarkolatú és keresztvasú ezüstkardot tart, hegyén átszúrva levágott török fej, amelyből vér csorog. A kardon tartott fejet V alakban keresztbetett két zöld pálmaág övezi, amelyek a kéz mögött kereszteződnek. A pajzsra téve liliomos, kék, zöld és vörös ékkövekkel díszített aranykorona látható.
A címerpajzs kék mezejében lebegő ezüstpáncélos jobb kar, mely páncélkesztyűs kezében kardra feltűzött török fejet ábrázol, mutatja és emlékeztet a XVI-XVII. században a török ellen vívott hősies végvári harcainkra. Ez a kar egyben felkínálja a békét is, annak örök jelképével, a pálmagallyakkal.
A címerpajzs feletti ékköves, ötágú korona a település ősi mezővárosi rangját mutatja. A címerpajzsot két oldalról tartó oroszlánok az erőt sugározzák.

## Földrajza[5]
Putnok a Putnoki Dombság déli részén helyezkedik el.
A Putnoki-dombság többnyire laza újharmadidőszaki üledékekből épül fel. Szerkezetileg az Északi-középhegység fiatal hegységközi medencéje (medencedombság), geomorfológiai szempontból eróziós-deráziós dombság.
A Putnoki-dombság egyes részein gyakoriak a tömegmozgásos folyamatok és az általuk létrehozott formák, a délies kitettségű lejtőkön és völgyfőkön intenzív a talajerózió.
A talaj a dombos területeken enyhén tagolt hegylábfelszín, rajta homokos vagy kőzettörmelékes agyag, glaciális vályog, löszvályog. A Sajóhoz közeli sík területek magas és alacsony ártér jelenkori folyóvízi iszappal borítva.

## Éghajlati tényezők[5]
A napsugárzás évi összege (a globális sugárzás) nem éri el a 4300 MJ/m2 értéket, ami igen alacsonynak számít. A januári globális sugárzás itt a legalacsonyabb az országban, mindössze 100-105 MJ/m2. A napfénytartam évi összege is itt az egyik legalacsonyabb az országban, nem haladja meg az 1900 órát. Januárban átlagos időjárás mellett 50-55 órán keresztül süt a nap, de ha tartós köd üli meg a völgyeket, akkor ez az érték lényegesen kevesebb is lehet. Júliusban területünkön mintegy 30 órával marad el a napsütéses órák száma az országban mérhető legmagasabb értéktől.
Az évi átlagos felhőzet 64-66%, ami hazai viszonylatban igen magasnak számít. Ebből adódóan a borult napok száma is magas, 110-120 olyan nap van térségünkben, amikor a felhőzet mennyisége meghaladja a 80%-ot. A derült napok száma 60-70. A leghosszabb derült időszak augusztusban jellemző, a legborultabb általában decemberben.
A legszelesebb hónapunkban, áprilisban az uralkodó szélirány általában északnyugati, nyugati, s ez októberben, a legnyugodtabb időszakban sem változik lényegesen. Amiben változás következik be az az átlagos szélsebesség. A tavaszi hónapban ez az érték 2,6 m/s, ősszel valamivel alacsonyabb, 1,9 m/s. Ebben a térségben 25-75 olyan nap is előfordul, amikor a szélsebesség maximuma eléri, vagy meghaladja a 15 m/s-ot.
Az évi középhőmérséklet Putnokon 8,9 °C. A júliusi középhőmérséklet A Sajó-völgyben 19,5-20°C. A kalászosok tenyészidőszakának (március-június) a középhőmérséklete 11-11,5 °C. A kapásnövények áprilistól szeptember végéig tartó tenyészidőszakának a középhőmérséklete 15-15,5 °C. A hőmérséklet közepes évi ingása 21-23 °C, az évi abszolút maximum hőmérsékletek átlaga a Putnoki-dombság déli felén és a Sajó völgyében 33-34 °C. Az évi abszolút minimumok átlagai -20 --18 °C körül alakulnak.
Az első fagyos nap a térségében általában október 10. körül köszönt be, az utolsó fagyos nap általában április 25.
Putnokon az évi átlagos csapadékösszeg 582 mm, de mértek már 923 mm és 329 mm évi csapadékot is. Legkevesebb csapadék a téli-tavaszi időszakban esik, majd májustól növekszik a csapadékhajlam. Térségünkben a június–július–augusztus a legcsapadékosabb periódus. Szeptember–október újból egy szárazabb időszak, majd novemberben és decemberben ismét növekszik némileg a csapadék mennyisége. A kalászos növények tenyészidőszakában lehullott csapadék mennyisége általában 225-250 mm, a kapásnövények hosszabb tenyészidőszakának átlagos csapadéka 350-400 mm.
Azoknak a napoknak a száma, amikor legalább 1 mm csapadék esik, a Sajó völgyében 85-90. Az 5 mm-nél nagyobb csapadékú napok száma 35-45, s mindössze 15-20 olyan nap fordul elő évente, amikor legalább 10 mm csapadék hull az adott területre.
Zivatar évente 40-60 napon is előfordulhat, ami országos viszonylatban magas értéknek számít (országosan csak 25-40 napon várható zivatar). Jégesővel tarkított zivatar 12-14 lehet évente a területen.
A téli évszakban 25-40 napon lehet számítani havazásra. A Sajó-völgyben 30-35 napig boríthatja a felszínt a hótakaró.
A tényleges párolgás évi összege 450-475 mm, ami azt jelenti, hogy a vízháztartás mérlege éves viszonylatban kedvező.

## Története
| Főbb közigazgatás-történeti adatok 1900 óta | Főbb közigazgatás-történeti adatok 1900 óta             |
| ------------------------------------------- | ------------------------------------------------------- |
| Rangja                                      |                                                         |
| 1950-ig                                     | nagyközség                                              |
| 1950–1966                                   | önálló tanácsú község                                   |
| 1966–1970                                   | községi közös tanács székhelye                          |
| 1970–1989                                   | nagyközségi közös tanács székhelye                      |
| 1989–1990                                   | város, városi-községi közös tanács székhelye            |
| 1990 óta                                    | város                                                   |
| Társközségei                                |                                                         |
| 1966–1990                                   | Dubicsány                                               |
| 1973–1990                                   | Hét, Serényfalva                                        |
| 1981–1988                                   | Királd                                                  |
| 1981–1990                                   | Gömörszőlős, Kelemér                                    |
| Területi beosztása                          |                                                         |
| 1910-ig                                     | Gömör és Kis-Hont vármegye, Tornaljai járás             |
| 1910–1923                                   | Gömör és Kis-Hont vármegye, Putnoki járás               |
| 1923–1938                                   | Borsod, Gömör és Kishont k.e.e. vármegye, Putnoki járás |
| 1938–1945                                   | Gömör és Kishont vármegye, Putnoki járás                |
| 1945–1950                                   | Borsod-Gömör vármegye, Putnoki járás                    |
| 1950–1961                                   | Borsod-Abaúj-Zemplén megye, Putnoki járás               |
| 1962–1983                                   | Borsod-Abaúj-Zemplén megye, Ózdi járás                  |
| 1984–1989                                   | Borsod-Abaúj-Zemplén megye, Ózdi városkörnyék           |
| 1989 óta                                    | Borsod-Abaúj-Zemplén megye                              |
| 1994 óta                                    | Borsod-Abaúj-Zemplén megye, Ózdi kistérség              |
| Megyeszékhely                               |                                                         |
| 1920–1923                                   | Gömör és Kis-Hont vármegye                              |
| Egyéb központi szerepköre                   |                                                         |
| 1910–1961                                   | Putnoki járás székhelye                                 |
| 2013 óta                                    | Putnoki járás székhelye                                 |

A terület feltehetőleg már a neolit korban is lakott volt.
A népvándorlás korában a letelepedésről nincs adatunk, de a honfoglalás korában nem lehetett még jelentős település, hiszen Anonymus Gestájában nem említi. Az államalapítás idején királyi birtok volt, a gömöri váruradalom része, később székhelye volt.
Kedvező fekvése miatt hamarosan királyi vámszedőhellyé lépett elő, így Putnok akkori arculatát a nagy országút ( Miskolc-Fülek ), a vendéglő, a kereskedőház, a királyi vám és az ipar határozták meg. Putnok így sokáig megmaradt királyi birtoknak.

### Első írásos említése
Első ismert okirata 1283-ból származik, akkor IV. László királyunk a Rátolth nembeli Olivér két fiát, Miklóst és Radnoldot ajándékozta meg hű szolgálatuk jutalmául Putnokkal és a hozzá tartozó birtokokkal. Miklósnak minden cselekedetében a dinasztia-alapító szándékát fedezhetjük fel: 1286-ban plébániát alapít, rövidesen templomot emel, erős udvarházat épít, a család birtokainak központjává Putnokot teszi meg.
1282-es évben vásár- és vámjogot kapott a királytól, amelyben 1 hordó bor után 1 pondus vámtételt kellett fizetnie a kereskedőnek.
1283-ig királyi birtok volt, a gömöri uradalom része, később székhelye. 1283-ban IV. László király a Rátolth (később: Putnoky) családnak adományozza. Miklósnak minden cselekedetében a dinasztia-alapító szándékát fedezhetjük fel: 1286-ban plébániát alapít, rövidesen templomot emel, erős udvarházat épít, a család birtokainak központjává Putnokot teszi meg.

### A Putnoky-család

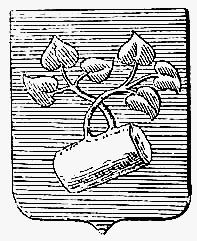
A Putnoky család címere

A Putnoky-család 300 éven át volt a vidék ura. Putnoky (Putnoki). Ősrégi kihalt család a Rathold-nemzetségből. Első ismert őse kazai Porcs István volt, a kinek Kokos fiától a kazai Kakasok, másik fiától putnoki Miklós Wechétől a Putnokyak eredtek, a kik ma is Abauj-Torna és Borsodvármegyében laknak Putnokot 1283-ban kapták IV. Lászlótól. 1388-ban Zsigmond királytól János (László fia), Miklós (Mihály fia) László, Miklós és Péter (János fiai) pallosjogot nyertek. Birtokai: Felső-Gagy, Kázsmárk, Devecser, Büd falvakban.
Czimere: Kék mezőben ferdén álló lebegő fatörzs, két háromleveles hársfagallyal. Sisakdísz a pajzsalak. Takarók: kék-arany, vörös-ezüst.
Miklós halálával azonban évtizedekig tartó testvérharc kezdődött, és végül Miklós fiai az egri káptalan előtt osztozkodtak az örökségen. A család jelentős birtokokkal rendelkezett még Abaúj, Gömör, Borsod, Bihar, Zala és Pozsony megyékben is.
A Putnokyak építtették a putnoki várat 1412-től 1427-ig. 1460 augusztusában Mátyás király volt a vár urainak vendége (útban Gömör felé), miután meghódoltatta a szomszédos sajóvelezdi, husziták oldalára állt Kövér György kicsiny várát.
1388-ban a család Zsigmond királytól pallosjogot kapott
1412-ben Putnoky Rajnold elkezdte az udvarház építését, amit ugyanebben az évben Perényi Imre emberei ostromoltak meg.
1423-ban itt volt a sókamara is.
1427-ben már állt a putnoki vár és az 1559-es országgyűlésen említik először a legfontosabb várak között. a Putnokyaknak 53 jobbágyportájuk volt, ami azt bizonyítja, hogy már ebben az időben egyike volt a vármegye legnagyobb és legnépesebb helységeinek.
1383-1488 között a Putnoky család többször is háborúzik a kazai (ma Sajókaza) Kakas családdal, akiknek egyik vára (földvár) ma is megtalálható a Zsuponyó-völgyben. A terület ma Putnokhoz tartozik, Kakasvár néven, így őrzi egykori tulajdonosának nevét. Később a Kakasvárat a Husziták és a környéket háborgató rablóbandák is használták bázisként. A Kakasvár a történelem során sokszor gazdát cserél. A Putnoky és a Kakas család rivalizálásában szerepe volt a Mohos várnak is, amely ma Kelemérhez tartozik.
A család sokat tett a település fejlődéséért, de a dinasztiaalapító Miklós halála után családi viszály kezdődött, amitől birtokaik lakossága is sokat szenvedett. Putnok lakossága is pártokra szakadt.
A viszály a család kimerülésével ért véget 1475-ben. Eközben persze a jobbágyok szenvedtek a legtöbbet.
A település részére vásár- és vámjogot is szereztek földesurai, és így fokozatosan a földesúri város kiváltságait is elnyerte.

### Harc a törökkel
A vár ebben az időben gyakran évente gazdát cserélt. A török sem tudta sokáig tartani, a császáriak sem. A császári udvar akkor kezdett jobban figyelni Putnokra, amikor a magyar függetlenségi mozgalmak számára szolgált menedékül.
1561-ben Putnoki János és fia, Putnoki Ferenc megvédik a várost a török támadásával szemben.
1566-ban Lazarus Schwendi kassai főkapitány serege szállja meg.
Az 1567. évi hadjárat: A hadműveleteket Haszán pasa folytatta. A Sajó völgyén a Temesy Mihály által védett Putnok három nap múlva meghódolt, ezt követték Monoki Mihály vára Monok, Rákóczy György várkastélya Vadász, majd Gesztely és több más kisebb erőd. A török rabló csapatai földúlták Eger, Szendrő, Torna, Regécz és Kassa vidékét; majd Kassa külvárosáig terjedt a török dúlás, a török hadak tömérdek zsákmányt és 12000 foglyot vittek el e vidékről, és Svendi Lázár, a jeles és tudós hadvezér, bár a török majd a lábánál fogva húzta, ki nem mozdúlt Kassáról.
A várat a török 1567-ben teljesen feldúlja és elpusztítja, évekig üresen áll.
Putnok vára 1578-ban végvár lett.
1588 október 6. után a Szikszó ellen vonuló Kara Ali székesfehérvári bég büntető hadjárata Putnokot is érintette. Bár a várat Horváth János kapitány megvédte, nem engedte át az ellenség kezére, a várost a törökök felégették.
A területre betörő törökök ugyan nem tudták megtartani Putnokot, de környékén is raboltak, fosztogattak, és a lakosságot elhurcolták rabszolgának. Hogy pedig a rabságba hurcolt ezrekkel hogyan bánhattak, arra tanulságul szolgálhat a visszataszító kínzások e leírása Putnoki Zsigmond krimi tatár rabtól, 1661-ből:
„Elsőbben korbácsokkal, éheztetéssel, mezítelenséggel sokat kínzottak, azután kezemet, lábamat hátra összevonván, az derekamra igen nagy követ kötvén felakasztottak többig három vagy négy óránál úgyannyira, hogy holtelevenen vettek le, az ágyékom kiszakadván, az belem kijött; azután két esztendővel meg úgy elvertek, kínoztak, hogy tomporámról az húst ollóval metélték le, avval nem elégedvén meg, egy villa nyelére ültettek, két azsag fát alól töttek, az lábamra igen nagy követ kötöttek, az két kezemet két felé vontatták úgy annyira, hogy nem éltem sem holtam tizenkét hétig; ezzel is meg nem elégedvén, négy holnap mulva ujra felakasztottak kezemnél-lábamnál fogva, de az szenvedhető volt. A szakálamat is egyszer kitépték meleg víz nélkül – a tizenkét hetes fekvés alatt más fordított el is ágyamban, az tomporám elrothadott."
A Putnokon és környékén fogságba ejtett embereket az egri várbörtönbe szállították, sarc fejében ki lehetett váltani őket onnan. A szegény megkeseredett rabok könyörgő leveleikben, melyeket a magyar végvári kapitányokhoz és a városok bíráihoz írtak, kimondhatatlan nyomorúságos rabságukról számoltak be.
A putnoki Kis Péter panaszolta 1666 táján, hogy a tömlöcben a tetűktől, bolháktól, férgektől éjszaka soha nem tudott aludni.
A kiszabadulás legegyszerűbb módja az volt, ha a magyar rabot török rabbal cserélték ki. Főként katonák szabadultak így. A rabcserét is hosszas alkudozások előzték meg, rangjuk és anyagi helyzetük alapján jelölték ki, fogadták el a csererabot. Például Nagy István katonáért cserébe Putnok végvárában fogva tartott Muharim nevű egri török rabot ajánlottak, Nagy mégis több mint tizennégy esztendeig sínylődött az egri tömlöcben.

### Harc a császariakkal
1604.11.28.-i az edelényi csata előzményei: Midőn a hajdúsereg annak hírét vette, hogy a császáriak Putnok felől közelednek, a kassai út jobb elzárása czéljából Edelénynél összpontosúlt. A küzdelem a császáriak és hajdúk közt tulajdonkép már november 25-én Putnok alatt megkezdődött, de nevezetesebb eredmény nélkül. Másnap a császári sereg a Putnok és Sajó-Kaza közötti szorosnál Velezdnél szállott táborba, a hol november 27-én a hajdúk által teljesen körülfogatván, Básta zsoldosai szökni kezdének, a fővezér pedig összes szekereit (300 szekér) és málháját felgyújtotta. Miután azonban a hajdúk komolyan nem támadtak, Básta az éjet ismét táborában tölthette.
1607: Bocskai hajdúi szállták meg. I. Rákóczi György 2x is elfoglalta.
1644-ben I. Rákóczi György vette be a várat
1672 – A bujdosók (a császáriak ellen hadat viselő nemesek hadseregei) ekkor megszállották Ónodot, Tokajt, Szendrőt, Füleket, bevették a németektől Putnokot.
1678 – A fölkelők serege kétfelé oszlott. Thököly Imre a sereg egy részével a Szepességbe követte Wrbnát, Teleky Mihály pedig Boldogkő, Torna, Putnok, Szaláncz és Szerencs várakat vette meg.
1682 – Thököly serege éjszakai rajtaütéssel vette be Kassát, majd törökökkel együttműködve sorra aratott győzelmeket Szádvár, Eperjes, Lőcse, Tokaj, Ónod és Putnok térségében, sőt elfoglalta a felvidéki bányavárosokat is. A másik szárny Ibrahim budai pasa irányításával ( Apafi Mihály csak helyettes parancsnok volt ) Füleket foglalta el. Ezzel kialakult Thököly vazallus fejedelemsége (Putnok is ebbe a térségbe tartozott), és Magyarország négy részre szakadt, egészen 1685-ig, mintegy három esztendőre.
1705: II. Rákóczi Ferenc csapatai vették be.
Putnok vára a török hódoltság és az azt követő idők viszontagságai során elpusztult, helyére 1834-ben udvarház épült.

### Az Orlayak
Orlay Miklós, báró (1650 körül – Vinc, 1704. április 19.) Gömöri birtokos nemes, kuruc főtiszt, 1672-ben már Putnok főkapitánya, amikor csatlakozott a kurucokhoz. Hamarosan bujdosni kényszerült. 1678-tól Thököly Imre tántoríthatatlan híve. 1685-ben erdélyi birtokára vonult vissza, 1690-ben ismét csatlakozott Thökölyhez, és vele emigrált Havasalföldre. Előbb diplomáciai megbízatásokat teljesített a török portán, majd 1697-ben, a hegyaljai felkelés leverése után ő fogadta Moldvában a menekülteket. 1704. február elején a Porta hallgatólagos engedélyével Dél-Erdélybe nyomult csapataival, és csatlakozott II. Rákóczi Ferenc hadseregéhez. Helyi jelentőségű katonai sikerek után, váratlanul hunyt el. Hirtelen halálát kortársa mérgezésnek tulajdonította.
A III. Ferdinánd királytól 1656-ban grófi címet kapott Kisserényi Serényi András 1677-ben (más források szerint az 1670-1674 közötti időszakban) vette feleségül Orlay Borbálát, a putnoki várat és a hozzá tartozó uradalmat birtokló Orlay család fejének, Orlay Miklósnak a lányát. A házasságkötés útján megszerzett birtokok egy része ténylegesen csak az 1680-as évek második felében jutott Serényi András kezére, ugyanis a Thököly Imre által vezetett Habsburg-ellenes felkeléséhez csatlakozó, majd a felső-magyarországi fejedelmet a törökországi száműzetésbe is követő Orlay Miklós elkobzott birtokai évekig kincstári igazgatás alatt voltak.

### Az 1848-1849-es szabadságharc

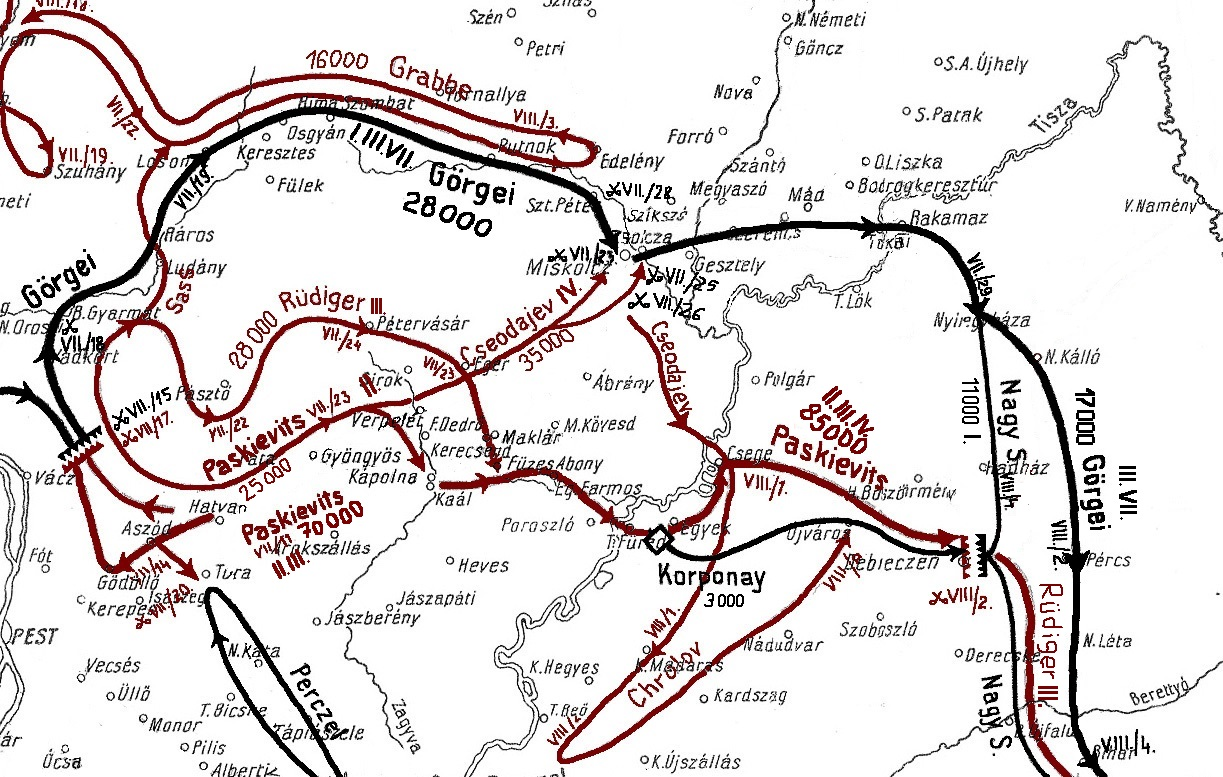
Az 1848-1849-es Szabadságharc, csapatmozgások

1849. február: Görgey a Branyiszkó szorosban állást foglalt Deym dandárt kikerülhette volna ugyan, de akkor Götznek Schlick hadtestéhez való csatlakozását segíti elő; elhatározta tehát, hogy a Branyiszkó szorost megtámadja. 1849 február 5-én kora reggel indult meg Guyon hadosztálya ez emlékezetes támadásra s délelőtt 9 órakor hajtotta azt halált megvető bátorsággal végre. A roham sikerült s Deym dandára, baloldalában is megkerülve levén, Eperjes felé visszavettetett. A következő napon Görgey Eperjesre ment, a Tisza mellől visszasiető Schlick pedig hadtestét a budaméri állásban vonta össze. A mérkőzés azonban elmaradt, mert Schlick arról értesült, hogy Klapka újra előnyömül s elővéde már Forrónál áll, sőt az osztrák utóvédet már Hidas-Németiről is visszanyomta; az osztrák vezér ennélfogva két tűz közé jutni nem akarván, Tornán és Rimaszombaton át Losoncz felé vonúlt, hogy Windischgrátz seregéhez csatlakozzék.
Görgey és Klapka hadtestei ennek folytán 1849. február 10-én akadálytalanul egyesültek. Hogy Schlick veszélyes helyzetéből oly könnyen kimenekült, annak oka egyrészt Görgey bizonytalansága, másrészt az újonnan kinevezett fővezér Dembinszky azon rendelkezése volt, hogy Klapka hadtestéből a Kazinczy és Máriássy hadosztályokat Miskolczra vonta, s így Klapka az egyetlen Dessewffy hadosztállyal Schlicket meg nem támadhatta. Dembinszky tett ugyan 1849. február 14-én kísérletet tett Schlick megtámadására s e végből Putnokig utána ment, de ez csak jelentéktelen utóvédharczra vezetett Tornallyánál.
Pöltenberg a VII. hadtesttel, mintasereg elővédjével, 1849. július 21-én hajnalban Rima-Szécsen át Dubicsányba menetelt. Ez a III.hadtest Putnokig, az I.hadtest pedig hátvéd gyanánt Rima-Szécsig követte. Putnokon értesült Görgey, miszerint Miskolczot az oroszok tartják megszállva, minek folytán elhatárolta, hogy a VII. és III. hadtesttel Miskolcz megvételére indul, mialatt az I. hadtestnek a Losoncz felől utánnyomuló ellenséget kellett Dubicsány és Vadna között a Sajón való átkelésben meggátolni. Ha a miskolczi támadás nem sikerülne, ez esetben Görgey seregét Szikszón és Megyaszón át szándékozott Tokajba elvezetni.
Ezen elhatározáshoz képest 1949. július 22-én a VII. hadtest zöme Sajó-Szent-Péteren át Ecseg mellé vonult, 3 egy zászlóaljból, 4 lovasszázadból és fél ütegből álló oldaloszlop pedig Edelényen át Zsilizre vette irányát, mely előcsapatjaival Szikszót és Sajó-Vámost szállotta meg... evvel egyidejűleg a jobboldalban egy 2 zászlóaljból, 4 lovasszázadbólés fél ütegből álló oszlop Sajó-Keresztúrig tolatott előre, hogy onnan a szirma-besenyői és arnóthi átjárókat tartsa szemmel.
1849-ben Aszaló városát muszka kozák lovassággal körülvétette, a reformátusok lelkészét, Molnár Antal urat, Polgári István és Bodnár Bálint lakosokat elfogatta, mint rabokat az orosz táborba hurcoltatta. Azt a helybeli plébános, tisztelendő Krósa István úr annyira érzékenyen vette, hogy azonnal az orosz hadsereg után indult, s útjában Illésy nevezetű Edelényi plébános urat is magához vevén, a tábort a rabokkal együtt Putnokon utolérték, s Grabe orosz tábornoknak jelentették magokat, hogy ha az Aszalói református lelkész rab, ők is rabok akarnak lenni. Mert amíg a cári orosz hadsereg itt nem volt, más hatalom rendelkezett vélők, nékiek mint lelkészeknek életök forgott kérdésben, ha a hatalom parancsa szerént nem cselekedtek. Ezt a tábornok meggondolván, Molnár Antal református lelkész urat nemtőivel együtt elbocsájtotta, a két lakosok pedig gerillák által szabadíttattak meg.
Külső hivatkozások:
A sajómenti ütközet 1849. július 25.

### A Serényi grófok idejében
A putnoki uradalomhoz az Orlayak révén jutottak. Serényi András 1672 körül vette nőül báró Orlay Borbálát, s az ő leszármazottaik bírták ezt az uradalmat a második világháború végéig. A putnoki uradalom egészen a 19. század közepéig nem szolgált a család otthonául. A Serényi család egyes prominens képviselői fontos szerepet játszottak a történeti Magyarország, ezen belül is elsősorban Abaúj, Borsod, Gömör, Nógrád, Szepes, Trencsén stb. vármegyék, továbbá Morvaország, valamint a Monarchia történetében is. A családnak számos tagja töltött be különféle közhivatalt és játszott szerepet az ország politikai életében. Számos katonát adott a család az országnak. A török harcok idején ők is részt vettek az ellenük folyó küzdelemben, többen fogságba is estek. Ebből a korból egyiküket Bécs megmentőjeként, majd München főkapitányaként tartja számon a történetírás.

#### Serényi Farkas
A Serényi András és Orlay Borbála házasságából született Serényi Farkas (1685-1743) 1716 és 1743 között Gömör vármegye főispánja volt. Ő volt az, akinek a segítségével sikerült újjászervezni a putnoki katolikus egyházat, valamint a várbirtok földesuraként ő állíttatta helyre a 17. század háborús viszonyai közepette erősen megrongálódott putnoki várat, amelynek keleti oldalára egy kisebb kápolnát is emeltetett.
1717-től tapasztalható ismét fellendülés a város életében, mikor Putnok a Serényi család birtokába került. Ekkor indult el a gazdasági fellendülés, mely a XIX. században csúcsosodott ki. Ebben az időszakban épült a város több középülete.
Gróf Serényi Farkas legnagyobb érdeme az volt, hogy az 1710-es évektől kezdődően megindulhatott az előző század végére megfogyatkozott lakosságú, sőt bizonyos részeken elnéptelenedett vidékek betelepítése. Az 1750-es évek végéig a családi birtokállományhoz tartozó területekre elsősorban szláv etnikumú lakosokat telepítettek. Máléba (a mai Serényfalva) például a trencsén megyei birtokaikról szlovákokat, Putnokra pedig főleg iparos tevékenységet folytató telepeseket hozattak morvaországi uradalmaikból.
Mivel Serényi Farkasnak csak leánygyermekei születtek, így a család magyar ága férfiágon kihalt. Erzsébet nevű lányát viszont a család morva ágából származó Serényi Amand (1715-1770) vette feleségül, ezért Putnok és a többi uradalom is a Serényiek birtokában maradt. Kettejük házasságából öt fiú és három leány született, akik közül a legidősebb fiú, József (1748-1805), majd halála után az ő második fia, Nepomuki János (1776-1854) örökölte a birtokállományt, köztük Putnokot is.

#### Serényi Alajos

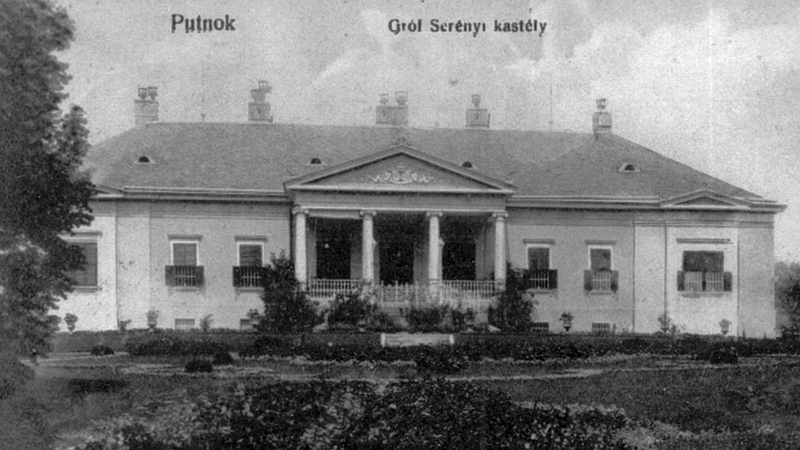
Putnok, Serényi kastély

1834-ben, az egykori putnoki vár helyén épült fel a klasszicista stílusú Serényi-kastély Serényi Alajos megbízásából. Ezt követően 1860-ban Serényi László átalakíttatta az épületet, mely ekkor nyerte el a ma is látható megjelenését. A kastély jelenlegi fizikai állapota ellenére egyik legszebb példája a gömöri klasszicista kastélyépítészetnek.

#### Serényi László
Serényi László a közügyek iránti fogékonyságával, aktív közéleti szerepvállalásával, valamint Putnok intézményhálózatának, gazdaságának és infrastruktúrájának fejlesztésével visszavonhatatlanul beírta nevét a település történetébe, egyértelműen pozitív képet hagyva maga után az utókor kollektív emlékezetében is. Mintagazdaságot hozott létre, téglagyárat alapított, tevékeny szerepet vállalt az úri kaszinó és polgári egylet létrehozásában.
Sajó örökös áradásai miatt a régi malom folyton megrongálódott, ezért Serényi László gróf, 1846-ban a Sajón csatornát ásatott, a sajónémeti határtól a putnoki malomfőig. Ezzel nemcsak ez a probléma oldódott meg, hanem a Putnoktól dél- délnyugatra elterülő földek, rétek vízelvezetésének problémája is.
Az 1860-ban Ybl Miklós tervei alapján, neoklasszicista stílusban épült Serényi kriptát a város köztemetőjében találjuk.
1865-ben indítványozta egy óvoda, 1874-ben pedig egy önkéntes tűzoltóegylet létrehozását. Az ő segítségével és közreműködésével alakult meg 1870-1871-ben a putnoki népbank és a műmalom társulat. Serényi László gróf 1870-ben a malmot „műmalom társulattá alakította 1000 darab 200 Ft-os részvénnyel. Az ötletet Szepessy Gusztáv – volt putnoki gyógyszerész – adta a grófnak, aki ekkor már a debreceni István malom igazgatója. A műszaki felmérést és a tervezést a korszerűsítésre a leesdorfi gépgyár főmérnöke végezte el. A műszaki terv 80 lóerő vízi teljesítménnyel számolt és 5 mű-, 2 sima-, 1 kásáskőnek, valamint 1 kendertörőnek a működtetésére tartotta ezt alkalmasnak. Nagyszabású építkezések (csak kisméretű téglából mintegy 500 000 darabra volt szükség) kezdődtek ekkor, azonban a költségvetést alaposan alultervezték. Sorozatos gyorskölcsönökre és újabb részvények kibocsátására volt szükség.
1877-re a műmalom társaság csődbe ment, felszámolták és ekkor a malmot Serényi László gróf visszavásárolta nagyjából 100 000 Ft-ért. Ekkortól ismét Serényi tulajdon.
1881-től gróf Serényi Béla tulajdona lett és ez idő alatt fejlődött naggyá.
Serényi László 1893-ban bekövetkezett halálakor a család földbirtokait két kisebbik fia, István és Béla örökölte. István Dédesen telepedett le és az ottani birtokállományt, míg Béla Putnokot és a putnoki kastélyt kapta az atyai örökségből.

#### Serényi Béla
Gróf Serényi Bélának (1866-1919) óriási érdemei voltak abban, hogy a 19. század utolsó és a 20. század első két évtizedében Putnok történelmének legnagyobb és leglátványosabb fejlődésén ment keresztül.

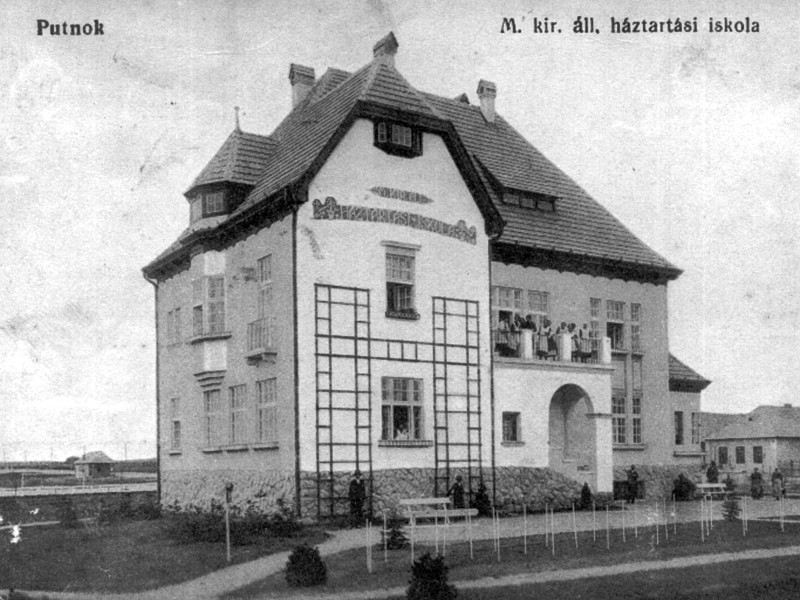
Putnok, Magyar Királyi Állami Háztartási Iskola

A villanyvilágítás bevezetése, az állami elemi és a polgári iskola létrehozása, háztartási iskola és kertgazdasági tanszék létesítése, kórházalapítás, járdaépítés, vágóhíd építése, halastavak létesítése, a főutca kikövezése és a Forrás-patak szabályozása jelképezi legjobban ennek a néhány évtizedes történelmi periódusnak a város életében betöltött fontosságát. Serényi Béla a társadalmi jótékonyság különböző feladataiból is tevékenyen kivette a részét: a rászoruló családokat természetbeni és pénzügyi juttatásokkal is igyekezett támogatni.
1900-ban a szolnoki Hungária gőzmalom r.-t. tulajdonába ment át. A malom területe 5000 -m. és a hat lakóházon kívül 7 épületből áll. A munkások száma 50. Piacai Felsőmagyarországon és a magyar tengerparton kívül Ausztria és Németország. A telepnek 200 lóerőnek megfelelő vízierő, egy 100 lóerejű és egy 180 lóerejű gőzgép áll rendelkezésre.
1868. XLIX. törvénycikke elhatározta, hogy „a bányaipar előmozdítása végett Miskolctól Putnok felé vezetendő vasút építését, melyből a vasiparral foglalkozó bányavidék völgyei kiágaznak”. Putnok életében is nagy jelentőséggel bírt a Miskolc – Bánréve vasútvonal megépítése. Ez aztán folytatódott a gömöri területek felé Bánréve – Feled – Fülek vonal és az erről leágazó szárnyvonalak (Feled – Rimaszombat – Zólyombrézó; Feled – Rimaszombat – Rimakokova). Majd a Bánréve – Ózd – Nádasd (Borsodnádasd) és a Bánréve – Rozsnyó – Dobsina vonallal és az erről ágazó szárnyvonalakkal (Pelsőc – Nagyszlabos; Pelsőc – Murány). Erre a Miskolc – Bánréve vonalra csatlakozott a putnoki malom iparvágánya 1889-ben, 535 m hosszban.
Putnokról indult a királdi bánya iparvágánya, amely 1891-re lett kész. 1896-ban létesült a Pogonyi-pusztai iparvágány, amely mezőgazdasági termékek felvételére készült.
Serényi Béla gróf és Wessely Károly szilvásváradi erdőbirtokos voltak a fő szorgalmazói az 1908-ban megépült Eger – Putnok vasútvonalnak.
1912-ben felépült a korszerű Állami Elemi Iskola épülete, amely ma a Gomba Levente egykori igazgató nevét viselő gimnáziumnak ad otthont.<tef>https://njszt.hu/hu/vkp/gomba-levente-gimnazium</ref>
1913-ban bejelentette Putnok akkori vezetőinek, hogy Kertgazdasági iskolát kíván létesíteni az Állami Elemi Iskola szomszédságában. A kivitelezéshez szükséges területet a gróf biztosította (a későbbi Felsőfokú Lánynevelő Intézet).
1915-ben a kor igényeihez igazodva elfogadtatta a fiúk és lányok képzésére felállítandó Polgári Iskolát, amely az ő nevét viseli.
Áldozatos tevékenysége nyomán Putnok megszépült, forgalmas, fákkal, muskátlival díszített kellemes kisvárossá lett.
1919 októberében Budapesten halt meg Serényi Béla, akinek emléke előtt tisztelegve tíz évvel később Putnok lakossága szobrot állíttatott.
A hálás város gyászát – az 1919. október 20-án történt temetés után – egy hétig tartó néma tiszteletadással fejezte ki.

### I. Világháború
A trianoni békeszerződést követően a kettészakított Gömör és Kishont vármegye Magyarországnál maradt részének székhelye lett 1920 és 1923 között, akkor azonban a megyetöredék kis mérete miatt Borsod, Gömör és Kishont k.e.e. vármegye része lett.

### II Világháború
Jelentősebb hadszíntér volt a Kakasvár, itt napjainkban is gyakran lehet találni töltényhüvelyeket, ami arra utal, hogy itt intenzív tűzharc folyt.
A II. világháború tényleges kitörését a lengyel menekültek 1939. szeptember 10-11.-i érkezése, valamint a malom hadiüzemmé nyilvánítása jelentette.
A Róza-állás a Sajó (Rima) – Hernád völgyét zárta le Putnok és Kassa között. A Hernád völgyét Garadna – Vilmány – Regéc – Nagybózsva – Alsómihályi, a Bódva völgyét Edelénynél és a Szögliget – Bódvaszilas, a Sajó völgyét a Bánréve – Serényfalva – Gömörszőlős – Aggtelek terepszakaszon zárta le. 1944. decemberben a 40. szovjet és a 4. román hadsereg a XVII. német és az V. magyar hadtest ellenében lépésről lépésre tudta magát „átrágni" a Róza-álláson.

Putnokon nem volt jelentős katonai tevékenység annak ellenére, hogy a település stratégiailag nem volt jelentéktelen. Összességében 800 fő az elhurcoltak és az elesettek száma, akik soha nem látták viszont szülőhelyüket. 1944. december 17-én ért véget a háború Putnokon.

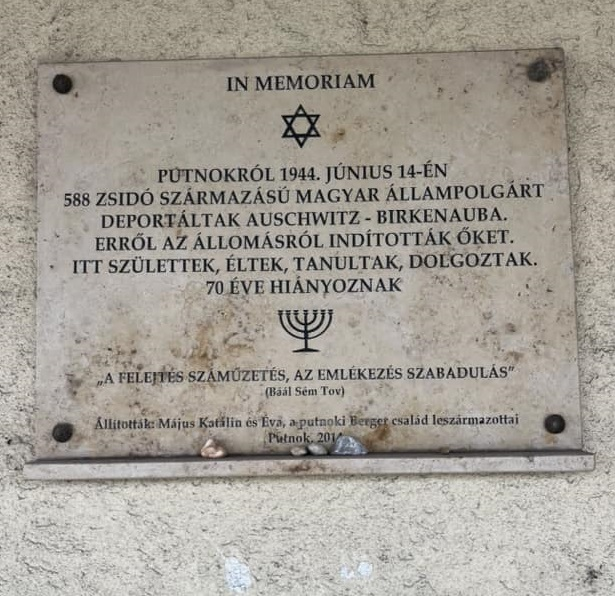
Zsidó lakosok deportálásának emléktáblája a putnoki vasútállomáson (2014)

1938 novemberében a Nyilaskeresztes Párt elődjének a megyén belül egyedül Miskolcon volt városi csoportja, illetve járási csoportjai a mezőcsáti, mezőkövesdi, ózdi, putnoki és sajószentpéteri járásokban. Az 1939. februári pártfeloszlatáskor rendőrséghez került dokumentumok alapján később az edelényi járásban Sajókazán és négy másik községben volt alapszervezetük, a mezőkövesdi járásban pedig Mezőkövesden és Tardon voltak erős szervezeteik.
1944-nyarán 500-nál több zsidó származású magyart deportáltak Auschwitzba, akiknek többsége nem tért vissza. 2014-ben a putnoki vasútállomáson táblát állítottak a deportálás emlékére.
A térségben jelentős számú katona esett el mind a szovjet Vörös Hadsereg, mind a német Wehrmacht soraiból. A német temető a köztemető mellett volt. A száznál is több német katonasírt 1998 nyarán exhumálták, a földi maradványokat elszállították Németországba.

### A kommunista diktatúra alatt
A második világháború utáni években Putnok folyamatosan veszített jelentőségéből, szerepét több értelemben is Ózd és Kazincbarcika vette át, 1989. március 1-jén azonban újra várossá nyilvánították.

### A rendszerváltás után
Putnok azóta egyike azon kevés észak-magyarországi településnek, amelyeknek a rendszerváltás inkább pozitívumokat hozott: fejlődésnek indult, bevezették a gázt a házakba, fejlődött a kulturális élet és maga a város is egyre szépült. 2013-ban visszanyerte körzetközponti szerepét is, mint a Putnoki járás székhelytelepülése.

## Közélete

### Polgármesterei
- 1990–1994: Antal László (MDF-FKgP-KDNP)[20]
- 1994–1998: Tamás Barnabás (független)[21]
- 1998–2002: Tamás Barnabás (Putnok Városért Egyesület)[22]
- 2002–2006: Tamás Barnabás (Putnok Városért Egyesület)[23]
- 2006–2010: Tamás Barnabás (Putnok Városért Egyesület)[24]
- 2010–2014: Tamás Barnabás (Fidesz-KDNP)[25]
- 2014–2019: Tamás Barnabás László (Fidesz-KDNP-PVE)[26]
- 2019–2024: Tamás Barnabás (Fidesz-KDNP-PVE)[27]
- 2024– : Tamás Barnabás (Fidesz-KDNP-PVE)[1]

| Név            | Párt            | Terminus                       | Megjegyzések |
| -------------- | --------------- | ------------------------------ | --- |
| Antal László   | MDF-FKgP-KDNP   | 1990–1994                      | Putnok első szabadon választott polgármestere. |
| Tamás Barnabás | PVE-Fidesz-KDNP | 1994– (jelenleg is hivatalban) | 2010–2014 között Borsod-Abaúj-Zemplén megye 7.sz. kazincbarcikai vk. egyéni országgyűlési képviselője is volt, továbbá 4 cikluson keresztül (jelenleg is) megyei önkormányzati képviselő, bizottsági elnök. |

## Népesség
A település népességének változása:
| Lakosok száma | 6810 | 6764 | 6398 | 6324 | 6363 | 6335 |
|               | 2013 | 2014 | 2021 | 2022 | 2023 | 2024 |

A település lakosságszáma 1900. évben még csak 3471 fő volt, amely folyamatosan növekedett. A második világháborút követően jelentősen növekedett Putnok népességének száma (1949-ben 5175 fő, 1960-ban 6562 fő, 1970-ben 7206 fő, 1980-ben 7404 fő). 2001. évben a város lakossága 7515 fő volt, ezt követően csökkenés következett be.
A 2001-es népszámláláskor a település lakosságának 91%-a magyar, 9%-a cigány nemzetiségűnek vallotta magát.
A 2011-es népszámlálás során a lakosok 86%-a magyarnak, 8,2% cigánynak, 0,3% németnek mondta magát (13,9% nem nyilatkozott; a kettős identitások miatt a végösszeg nagyobb lehet 100%-nál). A vallási megoszlás a következő volt: római katolikus 37,8%, református 16,9%, görögkatolikus 0,9%, evangélikus 0,7%, felekezeten kívüli 14,9% (26,7% nem nyilatkozott).
2022-ben a lakosság 86,6%-a vallotta magát magyarnak, 5,6% cigánynak, 0,4% németnek, 0,2% ukránnak, 0,1% szlováknak, 1,6% egyéb, nem hazai nemzetiségűnek (13,3% nem nyilatkozott; a kettős identitások miatt a végösszeg nagyobb lehet 100%-nál). Vallásuk szerint 24,2% volt római katolikus, 13,1% református, 1,1% görög katolikus, 1,4% egyéb keresztény, 0,4% evangélikus, 15,8% felekezeten kívüli (40,9% nem válaszolt).
1910: 1747 r.k., 15 g.k., 1 g.kel., 79 ev., 1321 ref., 700 izr., össz. 3863;
1940: 2268 r.k., 49 g.k., 1 g.kel., 141 ev., 1575 ref., 519 izr., 2 egyéb vall össz. 4555
| Év           | 1784 | 1850 | 1869 | 1880 | 1890 | 1900 | 1910 | 1920 | 1930 | 1941 |
| ------------ | ---- | ---- | ---- | ---- | ---- | ---- | ---- | ---- | ---- | ---- |
| Lakosságszám | 1655 | 2326 | 2879 | 3069 | 3128 | 3741 | 3863 | 4218 | 4646 | 4555 |

## Egészségügyi intézmények

### Dr. Placskó Lajos Egészségügyi Központ[33]
A városban található Egészségházban vannak szakrendelések, többek között belgyógyászat, nőgyógyászat, neurológia, szemészet, fizikoterápia, gyógytorna, és több háziorvosi körzet rendelője is itt található. Az épületben üzemel a Védőnői szolgálat is.
Ez az épület még a tanácsi rendszer végén épült. Először a háziorvosok kaptak benne helyet, napjainkban már számos szakrendelésre is ide érkezik a lakosság.
A Putnoki Egészségház 2023-ban esett át egy nagyobb fejlesztésen. A lapostetős szerkezetet enyhe lejtésű magas tetővel váltották ki, így sikerült a korábbi beázásokat megszüntetni. Páraáteresztő fóliát és függő ereszcsatornát is építették, valamint a napelemek felszerelése is a fejlesztés részét képezte.
2023-ban az intézmény felvette a Dr. Placskó Lajos Egészségügyi Központ nevet. A néhai Dr. Placskó Lajos arra tette fel az életét, hogy a putnoki embereket gyógyítsa. Mindenki büszke lehet arra, hogy volt egy ilyen orvosunk. Az egykori putnoki háziorvost a városban szinte mindenki ismerte, szerette, így kézenfekvő volt hogy a jövőben az ő nevét viselje az intézmény.

### Mentőállomás
Putnok rendelkezik mentőállomással.
A mentőállomás épülete a rendszerváltás előtt orvosi szakrendelőként és ügyeletként funkcionált. Ebben az épületben rendelt a néhai Dr. Placskó Lajos.
Az Egészségház megépülése után az épület egy ideig könyvtár volt, később visszakerült ide az orvosi ügyelet, majd a mentőállomás.

### Fogászati szakrendelés
Putnokon fogászati szakrendelők is vannak. A fogászati szakrendelés épülete a Rákóczi úton található, ez az út vasútállomást köti össze a városközponttal.
Az épületben több fogorvosi rendelő is van, a település 3 körzetre van felosztva.
A környező településekről is ide járnak az emberek fogorvoshoz.

### Gyógyszertár
Putnokon gyógyszertár is található.

## Oktatási intézmények

### Péczeli József Általános Iskola és Alapfokú Művészeti Iskola[34]
3630 Putnok, Gárdonyi út 1. 
A Péczeli József Általános Iskola és Alapfokú Művészeti Iskola 1975-ben épült és mint a 2. sz. Általános Iskola kezdte meg működését az 1975/76-os tanévben. Péczeli József Putnokon született református lelkész és irodalmár nevét 1992-ben vette fel. Az intézményi összevonások során a Péczeli József Általános Művelődési Központ Általános Iskolája lett 1995-ben. Az alapfokú művészeti oktatás zene és képzőművészeti tagozaton 2000 szeptemberétől bevezetésre került az iskolába. Az állami fenntartás létrejöttétől, 2013. januárjától Péczeli József Általános Iskola és Alapfokú Művészeti Iskola lett az intézmény neve.
Tanulók összetétele heterogén. Alsó tagozatban színvonalasan kialakított osztálytermekben folyik az oktató-nevelő munka, a sikeres ismeretátadást interaktív táblák, tanulói tabletek segítik. Felső tagozaton több tantárgyat szaktanteremben tanítanak a diákoknak. Színvonalas informatika, rajz, zenetermekkel, könyvtárral rendelkezik, több osztályban digitális tábla, tanulói notebook áll rendelkezésre.
Az iskola fennállása óta szép hagyományok alakultak ki. Kiemelt rendezvény a Péczeli nap, Boldog iskola nap, melyet évente rendeznek, a Gombavató, a karácsonyi ünnepség, a ballagás, a farsangi karnevál, melyre csoportosan öltöznek a diákok. Gergely-járás alkalmával hívogatják az óvodásokat, majd az első évfolyamra beiratkozott diákoknak Kis-Gólyatábort szerveznek. A művészeti képzés félévente kiállításokkal, hangversenyekkel, és színdarabokkal mutatkozik be a szülőknek és a városunk lakosságának. Tanulmányi versenyek szervezésével és a meghirdetett versenyeken való részvétellel biztosítják a tehetséges tanulóiknak a megmérettetést.
Az általános iskolai oktatás mellett, 2000 óta, művészeti iskola is működik, két fő profilja képzőművészeti-, és a zeneművészeti ág, 2017-től színjátszó tagozatokkal is bővült. Zeneművészeti évfolyamon jelenleg négy tanszakon, furulya, szintetizátor, zongora és gitár hangszereken tanulnak növendékek. A tanulók körében a legnépszerűbb a szintetizátor és a gitár.

### Serényi László Általános Iskola és Gimnázium[35]
3630 Putnok, Bajcsy Zs. u. 28.
A putnoki Serényi László Általános Iskola és Gimnázium Putnok város legrégibb iskolája. E helyen 1928 óta folyik a putnoki és a körzetéhez tartozó tanulók nevelése, oktatása.
Alapfeladata a beiskolázási körzetbe tartozó tanköteles korú tanulók általános műveltségének megalapozása, a gimnáziumi tanulók érettségire és továbbtanulásra történő felkészítése. E feladat megvalósításának érdekében az intézményben nyolc évfolyamos általános iskola működik. Az élsport, a tanulás és a nevelés közös egységének megvalósítása oly módon, hogy a nevelés és oktatás formai és tartalmi normákat összhangba lehessen hozni a sportoló fiatalok életvitelével.
A kísérleti jellegű nem-formális és informális tanulási módszerek alkalmazásával 2018 és 2019 júniusában 3 témamodul köré csoportosítható tematikus programok valósultak meg intézményünkben. Az élményalapú tanulás módszertani megalapozásával a programok javítják a tanulás hatékonyságát és eredményességét, és egy olyan meghatározó közösségi élmény részeseivé váltak a tanulók, amely hozzájárulhat a végzettség nélküli iskolaelhagyás megelőzéséhez, és megalapozhatja az egész életen át tartó tanulás folyamatát.
A Nemzeti Erőforrás Minisztérium és a Vidékfejlesztési Minisztérium közösen hozta létre az „Ökoiskola” címet a fenntarthatóság elveinek, a környezettudatosság és a fenntartható fogyasztás és fejlődés oktatási intézményekben történő minél hatékonyabb megjelenése érdekében. A Serényi László Általános Iskola sikeresen pályázott, s a Nemzeti Erőforrás Minisztérium által felkért Értékelő Bizottság javaslatára az iskola elnyerte az Ökoiskola címet.
Iskolánkban először a 11. évfolyamon van lehetőség a fakultáció választására. A fakultációs oktatás során szervezésekor tudatosan készítjük fel diákjainkat a pályaorientációs tevékenységgel erre a választásra, hogy a legoptimálisabb fakultáció vagy fakultációk választására kerülhessen sor a sikeres emelt szintű érettségi letétele és a sikeres továbbtanulás érdekében.

### Serényi László Általános Iskola és Gimnázium Gomba Levente Gimnázium tagintézmény[36]
3630 Putnok, Bajcsy Zs. ut 21.
Putnokon 1963. szeptember 1-jén indult a gimnáziumi képzési forma. Eleinte a putnoki általános iskolával közös igazgatású intézményben kezdték meg a középfokú oktatást. Ebben az időben helyileg a jelenlegi Serényi László Általános Iskola épületében folyt a tanítás. A felfutó rendszerben, ahogy egyre gyarapodott a tanulók és osztályok száma a gimnázium különvált az általános iskolától, majd 1966. szeptember 1-jén átköltözött a jelenleg is használt épületébe, és ettől az időponttól önálló igazgatású középiskola lett.
1983. szeptember 1-jétől a gimnáziumot összevonták a városunkban működő másik középfokú oktatási intézménnyel, a Mezőgazdasági Szakközépiskolával. Ettől kezdve közös igazgatású iskolaként működött, mindkét intézmény képzési profilját megtartva, továbbfejlesztve, Gimnázium és Mezőgazdasági Szakközépiskola néven.
A 90-es évektől napjainkig a változó igényeknek megfelelően átalakult a gimnázium képzési szerkezete is, és így jöttek létre a jelenlegi képzési formák:angol és német nyelvi tagozatos képzés, ami nyelvi előkészítő nulladik évvel indult, valamint belügyi rendészeti pályára előkészítő képzés.
Iskolánk 1992-ben vette fel a szakközépiskolai rész alapítójának, gróf Serényi Bélának a nevét, és mint Serényi Béla Gimnázium, Mezőgazdasági Szakközépiskola és Kollégium működött, 31 fő pedagógussal és 426 fő tanulóval.
2011-ben az oktatáspolitikában bekövetkezett változások során intézményünket összevonták az ózdi József Attila Gimnáziummal és a Bródy Sándor Szakközépiskolával. Az intézmény kollégiumát bezárták Putnokon. Az új iskola neve Borsod- Abaúj- Zemplén Megyei József Attila Gimnázium és Szakképző Iskola Serényi Béla Gimnázium és Mezőgazdasági Szakképző Tagiskola lett.
A 2013-as év újabb változásokat hozott. Intézményünk levált a Borsod- Abaúj- Zemplén Megyei József Attila Gimnázium és Szakképző Iskoláról és 2013. augusztus 1-jével szétvált a gimnáziumi és a szakközépiskolai rész. Mindkettő mint önálló iskola folytatta tovább működését.
,,TE SZEDD” szemétgyűjtési akció ökoiskolai program keretében 2021-ben másodszor nyerte el az ,,Ökoiskola” címet.
Az iskola névadója Gomba Levente, akinek ez az intézmény első és egyetlen munkahelye volt, 36 éven át tanított, 32 éven keresztül volt igazgató, 2001 szeptemberében ment nyugdíjba. Munkásságát 2002. augusztus 20-a alkalmával a Magyar Köztársaság Arany Érdemkeresztje kitüntetéssel ismerték el. Aktív részese volt Putnok közéletének. Tagja volt a városi önkormányzat oktatási bizottságának. Szerepe volt abban is, hogy sportcsarnok épüljön, amely nemcsak az oktatást, hanem a város és környéke igényeit is kiszolgálja. Ennek elismeréseként 2001. október 17-én Putnok Város Képviselőtestülete ünnepi ülésén átvehette a Pro Urbe díjat.

### Északi Agrárszakképzési Centrum Serényi Béla Mezőgazdasági Technikum és Szakképző Iskola
3630 Putnok, Bajcsy Zs. út 31.
A szakmai oktatás a képzési és kimeneti követelmények alapján ágazati alapoktatásban és szakirányú oktatásban történik. A szakmai oktatás keretében az ágazati alapoktatással és a szakirányú oktatással párhuzamosan vagy attól függetlenül a közismereti kerettanterv szerinti oktatás folyik.
Az iskola fő profilja a mezőgazdasági szakoktatás, az érettségihez szükséges ismereteken felül a tanulók elsajátíthatják a növénytermesztéshez, állattartáshoz szükséges ismereteket, a mezőgazdaságban használt gépek működését, használatát. Az iskolában gyakorlati oktatás is történik, az iskola rendelkezik gyakorlókerttel, jól felszerelt műhellyel, mezőgazdasági munkagépekkel.
Az iskolában diákszövetség is működik, mely része a Rákóczi Szövetségnek, célja a Kárpát-medencei magyarság sokoldalú támogatása hosszú távú megmaradásáért folytatott küzdelmében, valamint II. Rákóczi Ferenc Nagyságos Fejedelem szellemi örökségének népszerűsítése. Az anyagi segítségnyújtás mellett kiemelkedően fontos a szomszédos országokban kisebbségben élő magyarság oktatásügyének, kultúrájának támogatása, valamint a Kárpát-medencei magyarság összetartozás-tudatának erősítése. A Szövetségnek több mint 180 Kárpát-medencei középiskolában működnek ifjúsági szervezetei, taglétszáma meghaladta a 18 ezret.

### Putnoki Soldos Emília Óvoda és Bölcsőde[39]

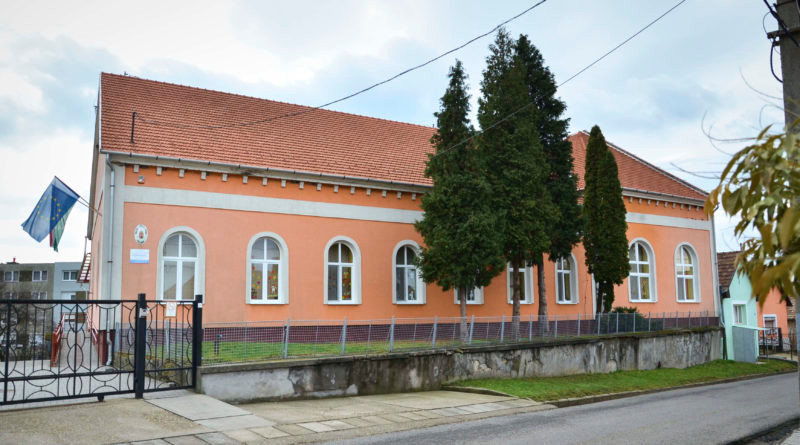
A Putnoki Soldos Emília Óvoda és Bölcsőde Tompa úti épülete (az egykori Úri Kaszinó)

Putnok legnagyobb, immár 150 éves múltra visszatekintő, napjainkban is működő intézménye az óvoda. Alapítását gr. Serényi László már 1865-ben szorgalmazta, de csak 1868-ban született döntés arról, hogy a város gondoskodik e célra helyiségről és annak fenntartásáról. Az első intézményt végül is 1869 január 12-én nyitották meg, mely a város különböző épületeiben kapott helyet.
- Először a város egy központi épületében, melyet 1874-ben kitoldottak a gyermeklétszám növekedése miatt.
- 1920-ban költözött a régi Kaszinó épületébe a Tompa utcába, (mely ma székhely óvoda).
- Később megnyílt egy óvodai csoport a Bányatelepen, mely 1990-ben megszűnt.

Jelenleg a Putnoki Soldos Emília Óvoda-Bölcsőde székhely óvodájához két telephely a Keleméri Tagóvoda valamint Putnokon a Móricz Zs. út 1. sz. alatt található épület tartozik, ahol a bölcsőde is működik.
A Móricz úti Óvodát 1981-ben építették az akkori elvárásoknak megfelelően és 1981 szeptember 21-én adták át. A neve II. sz. Napköziotthonos Óvoda volt, mely kezdetben négy, majd a Bányatelepi egy csoportos óvoda beolvadását követően öt gyermekcsoporttal működött. Az intézményben 1997-ig főzőkonyha üzemelt, ma már csak tálaló konyha működik. Ezt követően a Péczeli József iskola, jelenleg pedig a város központi konyhája biztosítja az óvoda étkeztetését.
- Az óvoda 1991-ben felvette az Orlay Borbála Tagóvoda nevet, melyet a székhely óvodával való összevonásig 1995-ig viselt.
- 1995-től az összevont intézmény a Putnoki Soldos Emília Óvoda nevet viseli, amely nevet a székhely óvoda 1994-ben vett fel. A 90-es évektől a Tevékenység Központú óvodai nevelési program szellemében végezzük pedagógiai munkánkat a kompetencia alapú nevelési elvek beépítésével.
- 1996-ban felvállaltuk a magyar nyelvű roma nemzetiségű fejlesztő program működtetését a helyi, lakossági igényeknek megfelelően.
- 2005-től a sajátos nevelési igényű gyermekek integrált nevelését is. Az ő egyéni fejlesztésüket pszichopedagógus – gyógypedagógus kolléganőnk végzi.
- 2017. június 1-től egy bölcsődei csoport kezdte meg működését az intézményben ekkortól a nevünk Putnoki Soldos Emília Óvoda-Bölcsőde.

## Szociális intézmények

### Putnoki Humán Szolgáltató Központ Vigyázó Kezek Idősek Otthona[40]
3630 Putnok, Szkala B. út 20.
33 férőhellyel rendelkező ápolást, gondozást nyújtó bentlakásos intézmény, mely az ellátottak részére olyan fizikai, egészségügyi, mentális, életvezetési ellátást biztosít, mely személyre szabott. A kérelmezők B.-A.-Z. Vármegye területéről nyújthatják be kérelmüket a várólistára kerülés érdekében, akik koruk, egészségi állapotuk és szociális helyzetük miatt 24 órás felügyeletre szorulnak, és megfelelnek a jogszabályban előírt feltételeknek. Az elhelyezés 1 és 2 ágyas szobákban történik, lakók részére napi ötszöri étkezés biztosított. A közeljövőben megvalósuló bővítést követően az ellátotti létszám növekszik, így újabb 10 fő elhelyezésére lesz lehetőség.

### Biztos Kezdet Gyerekház (Mackó Kuckó)[41]
3630 Putnok, Bajcsy-Zs. út 23.
Biztos Kezdet Gyerekház célja a hátrányos helyzetű családokban élő gyermekek korai fejlesztése, valamint szüleik támogatása a gyermekneveléssel, háztartásvezetéssel, és egyéb családi problémáikkal kapcsolatban. A családok életének minőségi javulását célzó segítő munkát szakemberek bevonásával végzik. A gyermekek ingyenesen vehetnek részt korai fejlesztő foglalkozáson, és igénybe vehetik gyógytornász, pszichológus és logopédus segítségét is. Rendszeres foglalkozásokat szerveznek a gyerekek számára, amelyeken egyénre szabottan, egyedi képességeiket figyelembe véve, a saját tempójukban javíthatják a lemaradásokat.

### Csillagvirág Integrált Szociális Intézmény Borsod-Abaúj-Zemplén Vármegye
3630 Putnok, Bajcsy-Zsilinszky út 48.
A Csillagvirág Integrált Szociális Intézmény Borsod-Abaúj-Zemplén Vármegye 537 férőhelyen értelmi fogyatékos személyek és idősek ellátását végzi. Az intézmény fenntartója a Szociális és Gyermekvédelmi Főigazgatóság Budapest. Borsod-Abaúj-Zemplén Vármegye közigazgatási területéről a székhely intézményben (Putnok) 2021. április 1-től a fogyatékos személyek nappali ellátása, valamint szociális étkeztetés, 2023. június 29-től a jelzőrendszeres házi segítségnyújtás, illetve a támogató szolgáltatás, 2023. szeptember 1-től pedig már a házi segítségnyújtás is igényelhető.
Már évtizedekkel ezelőtt megkezdték működésüket önálló költségvetési szervként. Bentlakásos intézményként a fentiekben említett szolgáltatási területek szerint és mára több szervezeti átalakuláson áthaladva magas szakmai hozzáértéssel, elhivatottsággal, a törvényesség és szabályszerűség megtartásával kiemelt jelentőségű munkát végeznek Borsod-Abaúj-Zemplén Vármegye szociális ellátórendszerében.
A putnoki intézmény (székhely) az egyik, amely az értelmileg akadályozottak és a halmozottan sérültek ellátásával foglalkozik, valamint a megyében egyedülállóként lát el a rehabilitációs feladatokat is. Fogyatékossággal élők rehabilitációs célú lakóotthonában ellátja a 16. év feletti fogyatékos személyeket, akik önellátásra legalább részben képesek, folyamatos tartós ápolást, felügyeletet nem igényelnek, a költségek viseléséhez elégséges jövedelemmel rendelkeznek és felülvizsgálatuk eredménye, illetve a gondozási és egyéni fejlesztési terv alapján lakóotthoni elhelyezésük indokolt az önálló életvitel megteremtése érdekében. A 18. éven felüli azon súlyos és középsúlyos értelmi vagy halmozottan fogyatékos személyek teljes körű ellátását, ápolását, gondozását, terápiás célú foglalkoztatását, akiknek ellátására csak intézményi keretek között van lehetőség.

## Kulturális élet
- 1997 óta minden év májusában megrendezésre kerül a Gömör Expo – szlovák-magyar kiállítás, vásár és fesztivál.
- 1997 óta minden év februárjában a Putnok Városért Egyesület szervezésében kerül megrendezésre a hagyományos Városi Bál.
- 1994 óta megrendezésre kerülő rendezvénysorozat a Gömöri Nyár, ahol minden hónapban más-más kulturális program kerül megrendezésre, többek között komolyzenei hangversenyek a katolikus illetve a református templomban.
- 2013 óta minden év szeptemberében megrendezésre kerül a Krumpli Fesztivál, ahol kulturális programok mellett gömöri krumplis ételeket kóstolhatnak meg a látogatók. Az iskolákkal együttműködve a Szüreti Felvonulás is erre a napra tehető.
- 1994 óta minden év decemberében megrendezésre kerül a Mindenki Karácsonya, amely egy vacsorával egybekötött zenés-táncos mulatság.
- Több éves múltra tekint vissza a Farsangi Felvonulás, amely a város iskoláival együttműködve kerül megrendezésre.
- Több éves múltra tekint vissza az Irodalmi és Daloskör "Csináljunk Színházat" címet viselő produkciója, melynek keretében amatőr színészek mutatnak be színdarabokat.
- Putnok város minden évben részt vesz a Múzeumok Éjszakája programsorozatban, illetve a Múzeumok Őszi Fesztiválja rendezvénysorozatban.
- A városban működő nyugdíjas egyesület, melynek keretében négy klub működik, havi rendszerességgel tart különböző kulturális, szabadidős programokat.
- A városban működő általános- és középiskolák tovább színesítik a kulturális rendezvények palettáját, olyan programokkal, mint például a Tompa Mihály Szavalóverseny, a Serényi napok, Péczeli napok stb.

## Kulturális intézmények

### Gömöri Múzeum[44]
A Gömöri Múzeum 1987-ben nyílt meg Putnok egyik legrégebbi épületében, Gömör szülöttje Ujváry Zoltán professor emeritus kezdeményezésére. Munkásságának eredménye, hogy a gömöri régió Magyarország és a jelenlegi Szlovákia egyik legjobban kutatott területei közé tartozik.
Muzeális intézményünk aktuális állandó kiállítása a „Változó társadalom Gömörben” nevet viseli. Az első terem tárlata településünk meghatározó földbirtokos családjának, a Serényi családnak állít emléket. A második részben a térségre jellemző kilenc kézműves mesterségeket bemutató (kékfestő, cukrász, asztalos, kádár, szódás, kalapos, szabó-varró, borbély-fodrász, cipész) műhely található. Látványában Putnok utcája elevenedik meg, és a házak ablakán benézve elénk tárulnak a mesterségek eszközei. Tovább haladva a néprajzi vonatkozású terem következik, a térségre jellemző bútorzat, gömöri fazekasság, szövés. Az utolsó helységben helytörténeti, iskolatörténeti kiállítás fényképei és eredeti dokumentumai bemutatásával.
Az állandó kiállítás mellett időszakos kiállítások váltakoznak. Az intézményünk által kínált múzeumpedagógiai foglalkozások közül meghatározóak pl. a húsvéti ünnepkörhöz kapcsolódó gömöri hímes tojás írózása, valamint különböző szövési technikák elsajátítása: karmantyúbaba, körmöcske, madzagszövő, szövőkeret.

### Holló László Galéria[45]
A Holló László Galéria 1994-ben került megnyitásra a nagyközönség előtt. Dr. Lendváry Benőné Seress Sarolta még életében, 1986-ban adományozta lakóházát múzeumi célokra, azzal a kikötéssel, hogy halála után egy éven belül valamilyen kiállítótér nyíljon benne. 1993-ban bekövetkezett halála után Ujváry Zoltán tanszékvezető egyetemi tanár felajánlotta magángyűjteményének jelentős részét, mellyel megalapozta a képtár létrejöttét, és mivel az adomány nagy részét Holló László festmények, grafikák, vázlatok teszik ki, az ajándékozó kérésére felvette az intézmény a művész nevét.
Az időszakos kiállító teremben gyakran változnak a tárlatok. A helyi alkotók mellett távolabbról, sőt külföldről érkezett művészek is lehetőséget kapnak a bemutatkozásra.
Az évről évre megismétlődő Karácsonyi tárlathoz múzeumpedagógiai foglalkozásokat szervezünk.

### Városi Könyvtár[46]
Putnoki Humán Szolgáltató Központ Városi Könyvtára – 3630 Putnok, Bem József tér 6.
A könyvtár dokumentumállománya 2015-ben 24 700 kötet, ami helytörténeti vonatkozású kiadványokat is tartalmaz. Az olvasók rendelkezésére áll több számítógép is, valamint WiFi hálózat is.
Számos programot szerveznek minden korosztálynak. Lényegében folyamatosan működik a gyermekkuckó, a játszóház, a gyermekmissziós szolgálat. Hetente tartanak könyvtári órát, gyermekfoglalkozást roma nemzetiségű kiskorúaknak, évente több alkalommal szerveznek kiállítást, író-olvasó találkozót, előadást és pódiumbeszélgetést, vetítést, olvasótábort. Részt vesznek az Ünnepi Könyvhét és az Országos Könyvtári Napok rendezvénysorozatában is.
- Putnokon 1951 óta működik települési közkönyvtár – különböző helyeken és formákban.
- 1995-ben jött létre a Péczeli József Általános Művelődési Központ, a könyvtár ennek tagintézménye lett.
- A központ 2012-ben megszűnt, és 2013. január 1-jétől létrejött a Putnoki Humán Szolgáltató Központ, aminek tagintézménye a városi közkönyvtár.

## Sportlétesítmények

### Várady Béla Sportközpont[47]
A Putnok FC otthonának számító Várady Béla Sportközpont az elmúlt közel három évben (2017-2020) teljes rekonstrukción esett át. A felújítási munkálatok két fázisban játszódtak le, elsőként a csapatot kiszolgáló klubépület újult meg és 2017-ben sor került a pálya, illetve a lelátók korszerűsítésére. A cél a teljes megújulás volt, ami mind a kétoldali lelátóra, a VIP páholyra, a pénztárra, vendégoldali vizesblokk kiépítésére valamint egy stúdiószoba létrehozására is kiterjedt.
Megtörtént a futballpálya teljes talajcseréje, az öntözőrendszer kiépítése és a füvesítés, a régi lelátókat elbontották, bővítették a férőhelyek számát, közel 500 hazai szurkoló tekintheti meg a mérkőzéseket fedett lelátó alatt, valamint a vendégoldalon is 300 nézőnek tud biztonságosan helyet biztosítani a klub. Mindkét oldalon kiépítették az addig hiányzó büféhelységet és vizesblokkokat. Ezek mellett a sajtó és a csapat munkatársainak dolgát könnyítve kialakítottak egy stúdiószobát, modern eredményjelző rendszert és hangtechnikát kapott a létesítmény, valamint a VIP vendégek is külön erre a célja kiépített teraszról tekinthetik meg a mérkőzéseket.
A Várady Béla Sportközpont ezáltal nem csupán a Putnok FC NB3-as mérkőzéseinek adhat otthont, de magasabb osztályú bajnokságok, valamint utánpótlás összecsapások színtere is lehet.

### Putnoki tanuszoda[48]
3630 Putnok Gárdonyi út HRSZ: 1130/4
Az úszásoktatás elősegítésére, a testnevelési órák körülményeinek javítására a Nemzeti Köznevelési Infrastruktúra Fejlesztési Program keretein belül épült tanuszoda. A Putnoki Tanuszoda elsődleges feladata a kötelező testnevelés órák keretében végzett úszásoktatás kiszolgálása. A tankerületi oktatás mellett (mely hétköznap 8:00-16:00 óráig zajlik) 16 óra után lehetőséget biztosít a versenysport, a szabadidősport és a lakosság részére. A tanuszoda célja a minél szélesebb felhasználói kör elérése, így a szakszövetségen kívül eső civil szervezeteket is várja az uszoda. A mindennapi sportélet lehetőségének megteremtésére is alkalmas az uszoda, a helyi és környékbeli lakosság sportolási igényét szolgálja ki.
A Péczeli József Általános Iskola mellett található létesítmény alkalmas az iskolai és óvodai keretek között szervezett úszásoktatásra, oktatási időn kívül pedig a település polgárai számára is hozzáférhető. A létesítményben egy 25 méteres, hatpályás úszómedence (1.90 m mély), melynek vízhőfoka 26-28 °C és egy 10X6 méteres tanmedence (0,80 m mély), melynek vízhőfoka 30-32 °C, áll a sportolók szolgálatában.

### Városi Sportcsarnok és Kulturális Közösségi Tér[49]
3630 Putnok, Bajcsy-Zsilinszky Endre út 21 
A 80-as évek végén épült sportcsarnok elsősorban az iskolákban mindennapossá vált testnevelés órák kiszolgálója. Sokféle sport kedvelőinek van lehetősége igénybe venni a létesítményt, például labdarúgás, kézilabda, kosárlabda, röplabda és tenisz. Hétvégéken gyakorta a sportegyesületek utánpótlás csapatainak teremtornái zajlanak. Az épület környezetében járdalapokkal burkolt 540 m2-es felület, valamint virágoskertekkel, pihenő padokkal ellátott nagy, rendezett zöld terület található amely alkalmas szabadtéri pihenés eltöltésére vagy rendezvények lebonyolítására is. A Sportcsarnok több városi rendezvénynek is otthont ad, de a legnagyobb az évente májusban megrendezésre kerülő Gömör EXPO és Fesztivál.
Hétköznap reggel 7 órától délután 16 óráig egy általános és két középiskola tanóráinak ad helyet, délutánonként 16-18 óráig a városi és regionális sportegyesületek edzései zajlanak, végül 18-20 óra között a lakosság részére biztosítunk sportolási és kikapcsolódási lehetőséget. Hétvégén a lakosság számára 8 és 20 óra között előre egyeztetett időpontokban van mód a létesítmény használatára.

### Putnok, Elek Ákos Utánpótlás Központ[50]
A Sajóvölgye Focisuli tagintézménye.
Az több épületből áll.
- A főépületben irodák, előadóterem, edzőtermek, öltözők vannak.
- Külön épület a fedett műfüves pálya, amely korszerű világítással, infrapaneles fűtéssel, lelátóval van felszerelve.

A szabadtérben 3 focipálya van:
- 1 nagyméretű élőfüves pálya, fedett és fedetlen lelátókkal, világítással
- 1 nagyméretű élőfüves pálya, fedett lelátókkal, világítással
- 1 nagyméretű, műfüves pálya, fedetlen lelátókkal, világítással.

A létesítményhez tartozik parkoló és büfé is.

## Vallások, templomok

### Római katolikus egyház
Szentháromság Római Katolikus Plébánia (3630) Putnok, Serényi tér 3.
| Római katolikus templom | Római katolikus templom | Római katolikus templom |
| ----------------------- | --- | ----------------------- |
| Azonosító               | 3042 |                         |
| Törzsszám               | 1253 |                         |
| Helye                   | N 48° 17,718′ E 20° 26,033′ |                         |
| Védettség               | Műemléki védelem |                         |
| Leírás:                 | R.k. templom, klasszicista, 1835. Tornya 1854-ből. Fallal övezett, emelt helyen álló, egyhajós, íves szentélyzáródású, a szentély felől kontyolt nyeregtetős templom, a főhomlokzat előtti toronnyal. A szentély nyugati oldalán emeletes, kontyolt tetős sekrestye. |                         |

- 1286: a már akkor is létezett templomot a Boldogságos Szűz tiszteletére szentelték.
- A város lakói 1550 körül reformátusok lettek.
- 1733: újraalapították.

A ma is álló templomot 1836-ban építették. Orgonáját (2/15 m/r, op. 1964.) 1912-ben a Rieger gyár építette.
Harangjai:
- 1923: 65 cm átm. a Harangművek Rt.
- 1949: 110 cm átm. Szlezák László öntötte.
- 1996: Janus Felczynski Przemyslben (Lengyo.) öntötte. A Magyarok Nagyasszonya-harang

Plébánosai: 1286: Pál; 1330-as évek: János; 1463: Kerepeczi Péter; 1733: Virágh László, 1742: Tarnóczy Miklós, 1745: Rabcsek István, 1755: Fábián Mihály, 1767: Némethi János Antal, 1771: Lenovics Márton, 1785: Baranyai Imre, 1805-1812: Barna Imre, 1814: Szentmiklóssi Lajos, 1817: Barna Imre, 1818: Lőrincz József, 1825: Mattyasovszky István, 1828: Szagula József, 1836: Kindera Károly, 1849: Petyerecz András, 1859: Perjéssy András, 1893: Szemán Endre, 1899: Liptay Arnold, 1912: Pájer János, 1940: Perényi László, 1955: Halmos G. Ottó, 1957: Mácsai Imre, 1961: Csomor Ernő, 1968: Kálmán László, 1981: Abelovszky István, 1987: Dióssy Géza, 1989: Cseh István.

### Református egyház
Putnoki Református Egyházközség (3630) Putnok, Tompa Mihály utca 3.
Putnoki Református Egyházközség temploma
3630 Putnok, Tompa Mihály u. 3.
Parókia: Andrássy Dénes u. 5.
Részletek:
- 18. században épült
- 12/1993 számú rendelet alapján helyi műemléki védelem alatt áll
- KÖH azonosítószám: 3083
- A késő barokkstílusú templom egy korábbi fatemplom helyén 1795-1804 között épült a Tompa Mihály utca és a Posta köz sarkán. Belseje nagyméretű síkmennyezetes, orgonáját Bárány János építette 1867-ben.

### Evangélikus egyház
Ózd-Putnoki Evangélikus Társegyházközség gyülekezete (3630) Putnok, Rákóczi Ferenc utca 1.

### Zsidó közösség

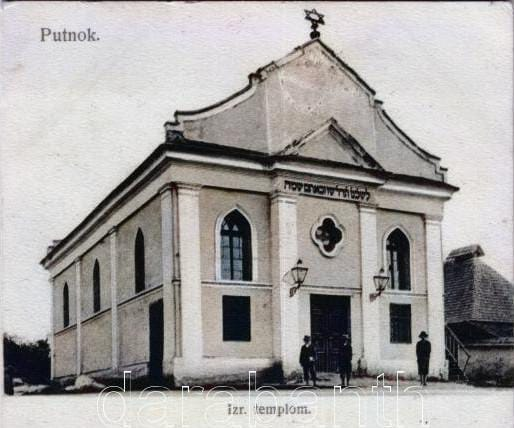
Putnok, Izraelita templom

A városban már a 19. század előtt is éltek zsidók, de a közösség csak 1852-ben jött létre vallási közösségként. Ugyanekkor szervezték meg Chevra Kadisájukat is. A temetőjükben régebbi keltezésű sírkövek is vannak.
A hitközség első rabbija Braun Salamon volt, aki 1873-ban bekövetkezett haláláig szolgált.

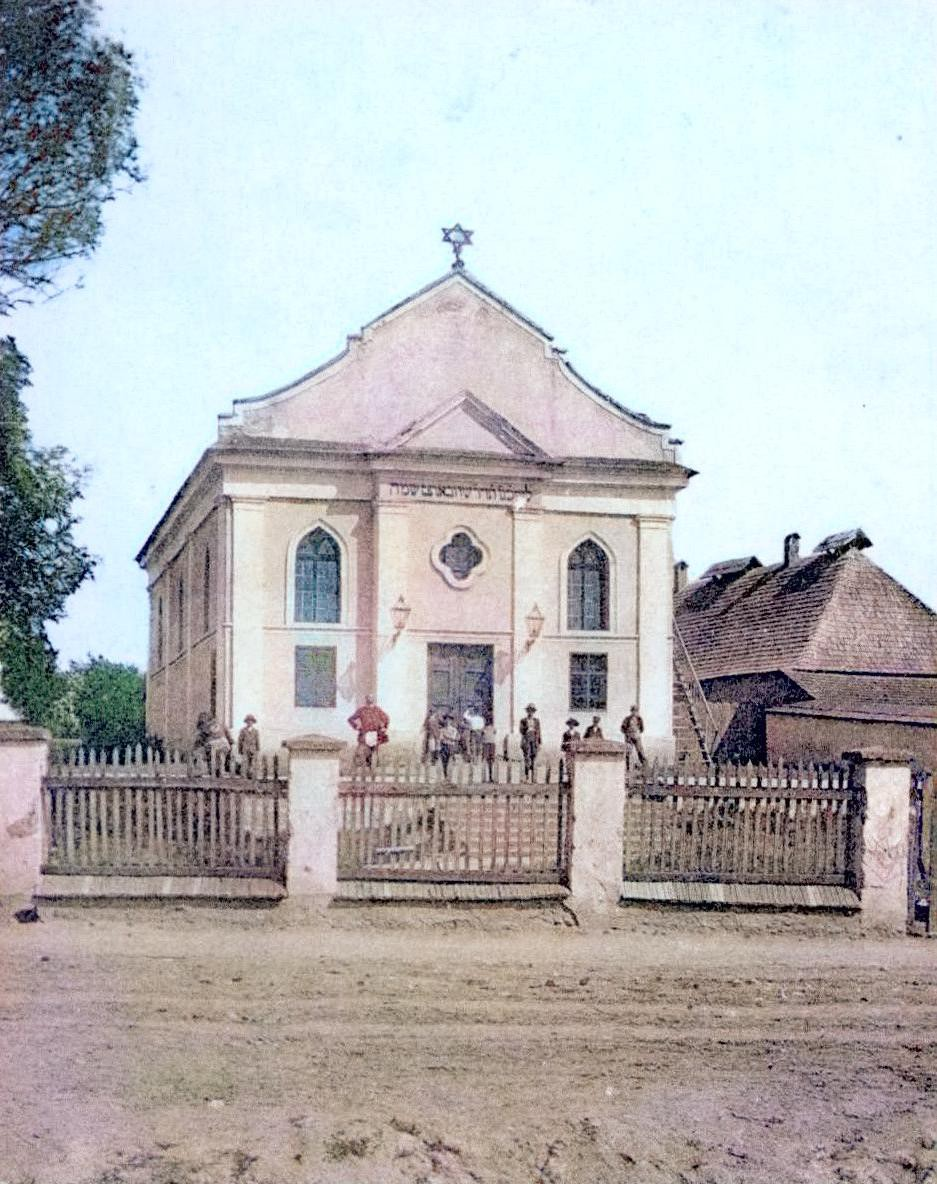
Putnoki Zsinagóga

Zsinagógájukat 1866-ban építették. A zsinagóga nagy telkén a hitközség számos épülete állt. Itt volt a rabbi háza, a baromfivágóhíd, az általános iskola, a tanítói lakás és a Talmud-Tóra épülete. A közösségi mikve külön épületben volt. Az élénk jótékonykodást gyakorló Chevra Kadisának volt egy alapítványi háza a főutcán.
Az Ifjúsági Egyesület korábbi vezetése szociális és karitatív területen is elismerésre méltó munkát végzett. A hitközség 1875-ben szervezte meg elemi iskoláját, ahol kezdettől fogva magyar nyelvű volt az oktatás. A hitközségnek a tanítón kívül két hitoktatója volt, Talmud-Tóra melamed, hivatalnok stb. volt.
Első rabbijuk halála után megválasztották a híres szendrői születésű Tannenbaum Jakab rabbit, aki korábban 1858-tól 1869-ig a tállyai, majd 1869-től 1873-ig Mezőcsáton volt a hitközség rabbija. Létrehozott egy akkoriban nagyon népszerű jesivát, amelynek diákjairól (több mint 150) a vallási közösség tagjai gondoskodtak.
1879-ben bekövetkezett halála után fiát, Tannenbaum Márton rabbit választották meg. Tannenbaum Márton rabbi halála után vejét, Heiman Teitelbaumot, a kabai rabbit választják meg. A rendkívül népszerű rabbit hívei szeretettel vették körül.
A II. Világháborúban Putnokon a rendkívül szarkasztikus Mogyorósi volt a főtörzsőrmester, aki sok putnoki zsidót internált a Garanyi internálótáborba különféle ürügyekkel. Természetesen a vallási közösség rabbiját is internálta. Erre a sorsra jutott a rabbi veje, Groszman Lipa rabbi is (lakott Petács Tikvában). A rabbit a halálvonat Auschwitzba vitte – híveivel együtt életüket adták zsidóságukért. (az angol nyelvű Wikipédia Putnok szócikke alapján)
Az 1746-os összeírásban két olyan családot említenek, akik a 19. század közepéig egyedül éltek a városban, amikor is engedélyezték a zsidók letelepedését. A zsidók nagy része kereskedelemmel és főleg bor- és búzaforgalmazással foglalkozott.
Az első világháborúban a putnoki zsidók közül 89-en estek el a csatákban, ami után a cionista eszme sok támogatót szerzett a városban. 1932-ben megalakították a Cionista Ifjúsági Egyesület tagozatát, és úttörőképzést indítottak az ifjúság számára.

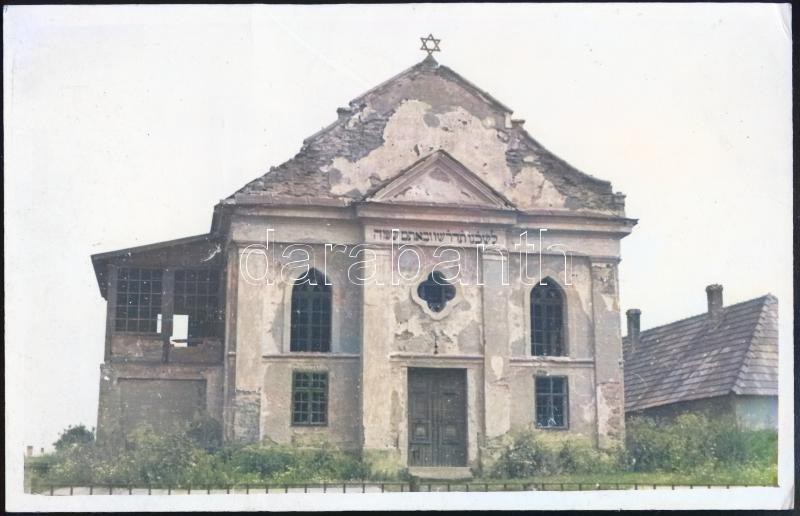
A leromlott állapotú zsinagóga

1941-ben a további diszkriminációs törvények megjelenésével megtiltották a zsidóknak, hogy este kimenjenek az utcára. 1942-ben a zsidó férfiakat más civilekkel együtt besorozták a segédhadtestbe, akiket a hatóságok nem akartak a harcoló hadsereg soraiba felvenni. Többségüket az ukrán-frontra küldték, ahol aknamentesítésben alkalmazták őket, 60-an elpusztultak. 1944 márciusában, amikor a német hadsereg bevonult Magyarországra, a Gestapo parancsára mintegy 60 zsidó lakost tartóztattak le. Azzal vádolták őket, hogy titokban ellenséges adásokat hallgattak, defetista pletykákat terjesztettek és árukat rejtettek el. Április 5-én Budapestre szállították őket, majd onnan egy garani (a mai Szlovákia területén lévő Garany (n.)) koncentrációs táborba szállították őket, majd május elején Auschwitzba küldték őket. 1944. május 2-án a város és a környező települések zsidóságait a gettóban gyűjtötték össze a zsinagóga épületében, az iskolában és a közösségi épületekben, ahol körülbelül egy hónapig 588 zsidót tartottak fogva. A köztük lévő gazdagokat kínzások alatt hallgatták ki, hogy megtudják, hol rejtették el vagyonukat. Június 3-án a gettó zsidóit Miskolcra vitték, ahol a kerület összes zsidóját összegyűjtötték. 1944. június 6-án 564 putnoki zsidót küldtek Auschwitzba. A második világháború után 127 zsidó tért vissza Putnokra, és felújították a zsinagógát. A következő években a legtöbben elhagyták a várost, és a hatvanas években már kevés zsidó maradt itt. (a héber nyelvű Wikipédia Putnok szócikke alapján)

## Szabadidő, turizmus

### Mátyás-király kilátó
A kilátót az Urak-völgyén keresztül lehet megközelíteni. A legenda szerint Mátyás király itt kapáltatta meg a domboldalon lefelé haladva azokat az urakat, akik nem becsülték a kétkezi munkát. Ezután kapta a nevét a 2023-ban átadott, 364 m magasságban álló 18 m magas torony.
A helyén már 1934-től állt egy fa szerkezetű torony, amit még cserkészek állítottak, de ez 1950-ben leégett.
Bár a 385 m magas Hegyes-tetőről kilátó nélkül is nyílik panoráma, a Sajó-völgy látképe teljesebb a bástyaszerű toronyról, ami Putnokhoz közel épült, ezért könnyen el is érhető. A kilátóhoz a K▲ jelzés mutatja az utat a város központjából, útközben pedig a Farkasnyomon a Hegyes-tetőre tanösvény tábláit olvasgatva ismerhetjük meg a környék tájtörténetét. A helyenként panorámás, följebb erdőligetet átszelő turistaút mentén néhány fedett pihenőhelyet is emeltek. Ezek kapóra is jönnek, hiszen a dombtető alatt meglehetősen „szigorúvá" válik az emelkedő.
Az építmény az Országos Kéktúra útvonaláról mintegy egyórás kitérővel kereshető fel.
Tetejéről rálátni a történelmi Magyarország egy részére, a Felvidékre is, ahogyan Ózdra és Putnokra ugyancsak emlékezetesen szép panoráma tárul a túrázók elé.

### Halastó[54]
Az autóval jól megközelíthető tavat a Putnok végét jelző táblától 2,6 km-re találjuk Kelemér felé.
A tavak kezdetben haltermelési, majd később horgászati célokat szolgáltak. Jelenleg is horgásztóként üzemel a pecások legnagyobb megelégedésére.
A halastavak jelentős természeti értéket képviselnek. A létesítésük óta eltelt több mint 90 év alatt természetszerűvé váltak számos védett fajnak élőhelyül szolgálva. A rovarfauna kifejezetten értékes, de a tavak a gerinces fajoknak is fontos életteret jelentenek.
A halállomány pontyból, amurból, csukából, pisztrángból, dévérkeszegből, compóból, kárászból áll. Jól érzi magát a kipusztuló félben lévő aranykárász, mely a tógazdának köszönhetően helyi védelem alatt áll. A víz tisztaságát jelzik a kagylók és a kagylók segítségével ívóhelyhez jutó szivárványos öklék. Törpeharcsa a tóban nem található!
A rendszeres telepítés jó fogást kínál, az ügyes halvadásznak, akik a legnagyobb nyári melegben is az erdő hűsében hódolhatnak szenvedélyüknek. A tó elhelyezkedésének köszönhetően gyakorlatilag hullámzásmentes. A napijegy váltása 2 db nemes és 2 kg egyéb hal megfogására ad lehetőséget.

### Pálma forrás[55]
| Szélesség (lat): | N 48° 19,952' |  |
| Hosszúság (lon): | E 20° 26,051' |  |
| Magasság:        | 272 m         |  |

A völgy a táj szépsége önmagáért beszél és megtekintésre, néhány kellemes óra eltöltésére érdemes. A hely eleink figyelmét is felkeltette és az 1900-as évek elején kellemes pihenő, szórakozó hellyé varázsolták. Serényi Béla gróf nevéhez fűződik a forrásfoglalás és a tavak kialakítása. A forrás, – korán elhunyt hitvese emlékére – a Pálma nevet kapta. A terméskő építmény 1913 körül készülhetett.
A forrás Putnok és Kelemér között a Szörnyű-völgyben található, az Országos Kéktúra útvonal közelében. Vize iható, vastartalmú, a víz ízén is érezni egy kicsit. A forrás mellett pihenőhely van, valamint tűzrakásra kijelölt hely, szalonnasütő, és egy faház.
A közelben aszfaltút van, ami Kelemért és Putnokot köti össze.

## Szőlőművelés, borászat[56]
Az 1771-ben végzett szőlőhegyi összeírás során az összeíróbiztosok „két szőlőhegyen vették számba az úrbéres szőlőket. Az Öreghegy elnevezésű promontóriumon 23, a Lepénke nevűn 41 helybeli lakos és 2 extraneus birtokolt, azaz a mezőváros minden második lakója egyben szőlőművelő is volt.” A város zsellérjei adták a szőlőhegyek munkaerejének javát. Ebben az időben a szőlőtermesztés valóban fejlődésnek indult.
Az I. Katonai Felmérés alapján (1784): A szőlőterületek keleti irányban még csak az Urak-völgye, Völgy-árok területét érintik, míg a várostól északra a Hegyes-tetőn kívül egy déli fekvésű domboldalt foglalnak el.
A határrészek 1822-ben készült hasznosítási megoszlása szerint a határ 4,2%-át foglalta el „szőlő és szilvás”.
A II. Katonai Felmérés alapján (1857): A szőlőterületek gyarapodtak, főként keleti irányban, elérve a Zsuponyó-völgyet, immár kihasználva az összes kedvező déli fekvésű domboldalt.
Az 1880-as évektől kezdődően a filoxéravész következtében drasztikus hanyatlásról számolnak be a történetírók.
A XX. század elején már csak múlt időben említik a hajdani szőlősöket. A károk mérséklése érdekében gróf Serényi Béla földesúr, későbbi földművelésügyi miniszter, 1905-ben létrehozta a Kertgazdasági Tanszéket, amelynek feladata az alanyok előállítása, gondozása volt, és tanfolyamot szervezett. A grófi és egyházi szőlőket újratelepítették, de a lakosság körében már jóval kevesebben bírtak szőlővel. Serényi próbálkozása, bár sok eredményt hozott, a szőlőtermesztés régi fényét nem tudta visszaadni a putnoki szőlőhegyen.
A két világháború okozta megpróbáltatások sem kedveztek a szőlőművelésnek, bár a bor, mint fizetőeszköz igen nagy szerephez jutott a lakosság körében az instabil gazdasági viszonyok között. A XX. század közepén a földosztáskor a nagy grófi és egyházi szőlőket felparcellázták és szétosztották. A kollektivizálás azonban az itteni szőlőket nem érintette, mert az iparszerű mezőgazdálkodás számára jelentéktelen területtel bírtak és csak kézzel voltak művelhetők, így a nagybirtokok feldarabolása után szinte kivétel nélkül magánkézben maradtak. A termelőszövetkezet 7358 hektárjából 70 hektár volt kert–szőlő.
A szőlőhegyen egyre kevesebb régi szőlősgazda volt jelen. A megművelt szőlők folyamatosan zsugorodtak, egyre inkább csak a legközelebbi völgyoldalakra korlátozódtak, mert a fiatalok nem éreztek ambíciót a családi szőlők ápolására.
A rendszerváltást követően a szőlőterületek tovább zsugorodtak. Mindenki kedvtelésből műveli a szőlőjét, eladásra már nem termelnek bort, sok helyen nyaralók épültek. Rohamosan növekszik a felhagyott területek aránya.

### A Putnoki szőlőhegy földrajzi nevei, részei:
- Gedu: zártkerti terület, Várgede mindenkori urának szőlőbirtoka. Jó bortermő, a mai napig folyik rajta szőlőművelés.
- Gézcy-oldal: A Simon-bérc keleti oldala, erdős terület volt.
- Gyenesfalvi-völgy (Dienesfalvi-völgy): A Putnoktól délre eső Dienesfalváról kapta nevét. Szőlő, gyümölcsös volt itt.
- Hegyes-tető: Az Urak-völgyétől északra magasodó hegy.
- Kányás-tető: Régen legelőként hasznosították. A katonai felvételezésen szőlősterületnek jelölik
- Kedves: Kedvelt déli fekvésű terület, amely kiváló szőlőtermő. A szájhagyomány szerint Mátyás király itt kapáltatta meg a gömöri urakat.
- Kuckorondó: Lapos, enyhe lejtésű domblábi terület. Agyagját fazekas munkához használták. Déli részén szőlőtermesztés folyt a század elején, de előtte valószínűleg legelő volt. Erre utal a platójának elnevezése: Tehéntánc.
- Kucskó-völgy: Szűk völgy a Simon-bérc nyugati felén.
- Lepényke: Laposan elterülő domboldal a Hegyes-tetőtől nyugatra.
- Nagy-hegy: A Hegyes-tető nyúlványa. Oldalai ma is jó szőlőtermők.
- Nagy-völgy: A Völgy-árok, Gedu, Arany-oldal szőlősök összefoglaló neve.
- Nyakvágó: Ma belterületen elterülő domb, vesztőhely volt.
- Pál-völgy: Régen a pálosok tulajdonában lévő szőlők.
- Simon-bérc: A Kucskó-völgy és a Gyenesfalvi-völgy közti oromrész. Régen szőlős terület is volt, de javarésze erdő.
- Szar-húgy-völgy: Keskeny, szűk völgy a Simon-bérc délnyugati részén, régen a jobbágyok ide jártak a dolgukat végezni.
- Szorgalmi-kert: A Kuckorondón lévő egyházi szőlőbirtok volt.
- Tehéntánc: Tehénlegelő a Kuckorondón.
- Urak völgye: Grófi és gazdag szőlősterületek voltak itt, ma is jó szőlőtermő, művelt terület.
- Völgyárok: A Gedu és a Nagy-hegy közötti széles völgy, szőlő és gyümölcsös terület.

## A közterület egyéb ékességei

### Serényi Béla szobor
A Kisfaludy Stróbl Zsigmond által készített bronzszobrot 1949-ben politikai-ideológiai okok miatt lerombolták. Putnok polgárai szívük mélyén ebbe sosem nyugodtak bele. Tudta ezt Tamás Barnabás a város polgármestere, aki már évekkel a szobor elkészülte előtt kezdeményezte, hogy a grófot ábrázoló szobrot újra öntessék. Tamás Barnabás elsősorban azt nézte , hogy mit tett Serényi Béla Putnokért és az országért. A város önkormányzata 2000-ben határozatot fogadott el egy új szobor felállításáról. A régi szobor talapzatának helyére 2000. május 20-án került Kiss László szobrászművész alkotása, melyet ünnepélyes keretek között avattak fel.
A szoboravató ünnepségen részt vett Torgyán József az akkori földművelési miniszter, a Serényi család élő leszármazottjai és sok érdeklődő. Putnokon a keleméri elágazásnál található a Serényi tér, melynek bal kéz felőli részén áll a szobor.
A köztudatba „Putnok Széchényije”-ként bevonuló gróf, bár országos politikai tisztségek – több ciklusban is földművelési miniszter, egy rövidebb periódusban pedig kereskedelemügyi miniszter – birtokosa volt, településének fejlesztését elsődleges feladatának tekintette.

### Turul szobor
A szobor egy 3 m fesztávolságú, ami egy 7 mázsás emlékmű, mely a szárnyát kiterjesztő kerecsensólymot ábrázol, a lábainál egy 50 kg-os karddal. Talapzata egy bástyaszerű építmény, melyen a címert láthatjuk. Az alkotó nagy figyelmet fordított a mű részletes és aprólékos kidolgozására. A szobor közadakozásból készült.
„PUTNOK VÁROSÉRT EGYESÜLET AZ ITT ÉLŐ EMBEREK KEZDEMÉNYEZÉSÉRE AKARATÁBÓL ÉS TÁMOGATÁSÁVAL KÉSZÜLT 2010 ÉVBEN KÉSZÍTETTE: KÓNYA ISTVÁN MŰVÉSZTANÁR”
A turul a magyar eredetmondák mitologikus madara. Attilától Géza fejedelem idejéig a koronás fejű turul volt a magyarság hadi jelvénye. Egyes elképzelések szerint a mondai turul az élővilágban egy nagy testű sólyommal, talán az altay sólyommal, vagy a kerecsensólyommal azonosítható.

### Nepomuki Szent János szobor
- azonosító: 3043 törzsszám: 1255

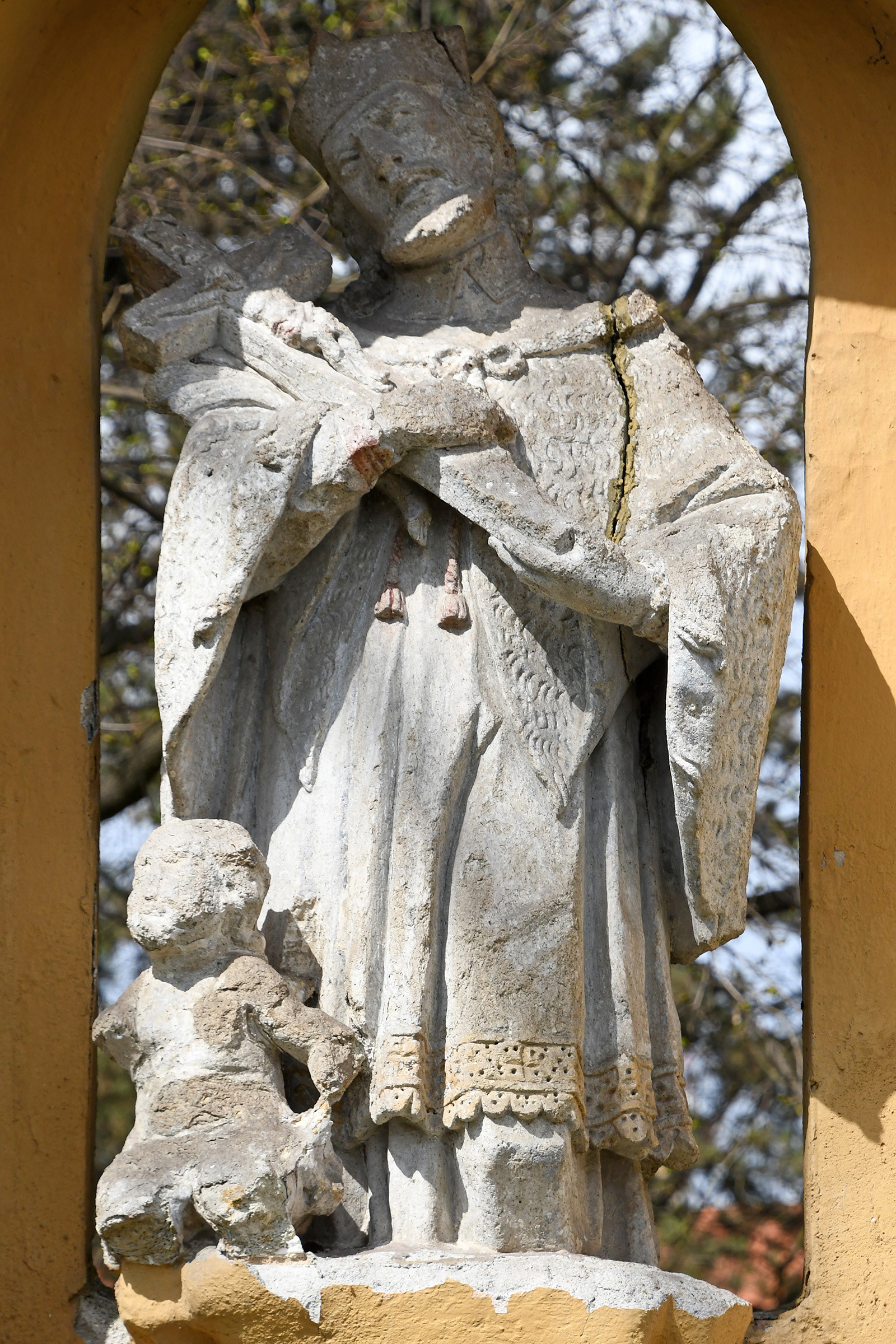
Putnok, Nepomuki Szent János szobra

- Hely (lat, lon): N 48° 17.725′ E 20° 26.023′
- védettség: Műemléki védelem
- jelleg: Építmény helyrajzi szám: 43
- eredeti kategória: Plasztika
- főtípus: szobor
- Nepomuki Szt. János-szobor, késő barokk, 18. század

A kastély kerítésfalából kiemelkedő fülkében álló kőemlék mészfestéssel. Újabb (vagy átalakított) posztamensen térdelő(?) Nepumuki Szt. János karingben, palásttal, biritummal, kezében kereszt. Jobb oldalánál a posztamensen töredékes angyal alak.

## Legendák

### A szakállas farkas legendája
A putnoki farkasember legendája szerint réges-régen egy félelmetes lény tartotta rettegésben a környéket. Ez a ronda farkasszerű lény rátámadt egy asszonyra is, aki épp az urának vitte ki a mezőre az ebédet. A fenevad alaposan megtépte, megszaggatta, de valamiért mégis megkegyelmezett neki és eltűnt az erdőben. A nő rohant az urához, aki egy fa alatt aludt. Már éppen felébresztette volna, amikor észrevette a fogai között a ruhafoszlányait. Az ura a farkasember! – döbbent rá az asszony. Azzal a lendülettel felemelt egy nagy követ és agyonütötte vele a férjét. Betakarta kövekkel a holttestet, és a faluban mindenkinek elmondta a történetet.
2009-ben Kónya István művésztanár alkotását öntötték bronzba, amely egy farkast ábrázol és a putnoki szakállasfarkas legendához fűződik. Ez a Szakállasfarka Ivókút, amely a Mohos sétányon található.
A legendához kötődik egy turista tanösvény is, melynek neve "A szakállas farkas nyomában". A tanösvény útvonala a településtől a Mátyás király kilátóig tart, az útvonalat kék háromszög jelzi. Az útvonalon van egy kőrakás is, amely kőrakást a legenda szerint a szakállas farkas sírjául szolgál.
Külső linkek:
- Tamás István: Rege a Szakállas farkasrólt
- A szakállas farkas nyomában
- Geocaching, GCWOLF

## Nevezetességek, látnivalók

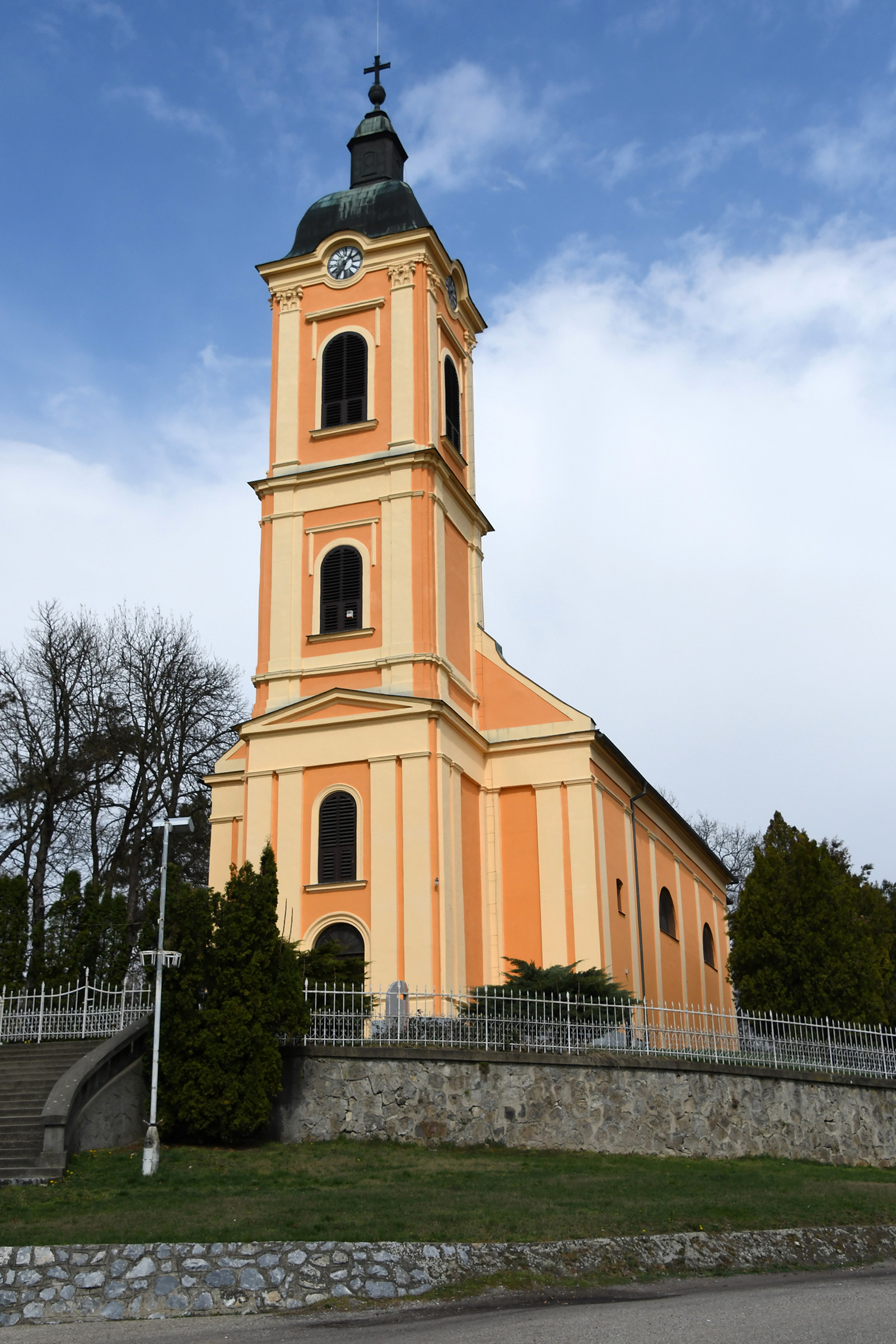
A római katolikus templom

- Serényi-kastély – Az egykori végvár helyén épült a 18. században. Mai klasszicista alakját 1834-ben nyerte el.
- Serényi-kripta. Neoklasszicista stílusban készült 1860-ban Ybl Miklós tervei alapján. A köztemetőben áll, 1992-ben felújították. Műemléki védelem alatt áll.
- Református templom. 1798 és 1804 között épült fel késő barokk stílusban. Orgonáját 1867-ben Bárány János építette. Felújítva 2019-ben.
- Római katolikus templom. Alapjait 1829-ben rakták le a romokban lévő vár déli részén. Soós Miklós építész tervei alapján készült, barokk stílusban. Szentháromság tiszteletére szentelték fel 1836. október 8-án. Tornya 1854-ben épült. Felújítva 2019-ben.
- Nepomuki Szent János szobra. 18. századi, késő barokk munka. A kastélypark és a templom kerítését képező kőfalban van. Műemléki védelem alatt áll.
- Temetőkert – Itt található a Bányászemlékmű, Karniczky Endre, '48-as honvéd sírja.
- Serényi László tér szoborparkja.
- Gömöri Múzeum. 1987-ben nyílt meg.
- Holló László Galéria. 1994-ben nyílt. Holló László (1887–1976) festőművész alkotásait, képző- és iparművészeti emlékeit mutatja be.
- Turul-szobor[62]
- Szakállas Farkas Ivókút a sétálóutcában.
- Bányász Művelődési Ház
- A településen áthalad az Országos Kéktúra.
- Mátyás király Kilátó
- Gömör Ring Gokartpálya
- Putnoki Horgásztó
- Magas-bérc Tanösvény

## Jelentősebb civil egyesületek, szervezetek a városban
- Putnok Városi Nyugdíjas Egyesület
- Putnok Városért Egyesület
- Putnok Ifjúságáért Alapítvány
- Gömöri Népfőiskolai Egyesület
- Putnok Városi Sport Egyesület
- Sajóvölgye Focisuli
- Elek Ákos Utánpótlás Központ
- Sajó-Rima Eurorégió Határon Átnyúló Együttműködés
- Sajó-Rima Korlátolt Felelősségű Európai Területi Társulás
- Putnok és Térsége Önkormányzati Társulás
- Péczeli József Gyermekalapítvány
- Putnoki Polgárőr Egyesület
- Putnoki Magyar-Francia Baráti Kör Egyesület
- Putnoki Serényi Béla Középiskola Tanulóiért Alapítvány
- Óvodai Gyermekalapítvány
- Gömöri Iskolások Gyermekalapítvány-Putnok
- PRO ECCLESIA Putnok Alapítvány

## Közintézmények, közterületek, középületek
- Serényi László Általános Iskola (3630) Putnok, Bajcsy-Zsilinszky út 28.
- Péczeli József Általános Iskola és Alapfokú Művészeti Iskola (3630) Putnok, Gárdonyi Géza út 1.
- Gomba Levente Gimnázium (3630) Putnok, Bajcsy-Zsilinszky út 21.
- Serényi Béla Mezőgazdasági Szakgimnázium és Szakközépiskola (3630) Putnok, Bajcsy-Zsilinszky út 31.
- Putnoki Soldos Emília Óvoda-Bölcsőde (3630) Putnok, Tompa Mihály út 32. / Móricz Zsigmond út 1.
- Putnoki Humán Szolgáltató Központ Egészségház (3630) Putnok, Kossuth út 25.
- Putnoki Humán Szolgáltató Központ Vigyázó Kezek Idősek Otthona (3630) Putnok, Szkala Bertalan út 25.
- Putnoki Humán Szolgáltató Központ Mackó Kuckó (közösségi tér) (3630) Putnok, Bajcsy-Zsilinszky út 23.
- Putnoki Tanuszoda (3630) Putnok, Gárdonyi Géza út 1.
- Tompa Mihály Közösségi Ház (3630) Putnok, Tompa Mihály út 3.
- Tóth Ede Művelődési Ház (3630) Putnok, Rákóczi út 2.
- Borsod-Abaúj-Zemplén megyei Kormányhivatal Putnoki Járási Hivatal (3630) Putnok, Serényi László tér 2.
- Borsod-Abaúj-Zemplén megyei Kormányhivatal Putnoki Kormányablak (3630) Putnok, Serényi László tér 2.
- Putnok Városi Sportcsarnok (3630) Putnok, Bajcsy-Zsilinszky út 21.
- Bányász Művelődési Ház (3630) Putnok, Bem József tér 7.
- Putnok Városi Könyvtár (3630) Putnok, Bem József tér 7.
- Ízek háza (3630) Putnok, Bem József tér 7.
- Gömöri Mintakonyha (3630) Putnok, Bajcsy-Zsilinszky út 28/A
- Putnoki Városgondnokság (3630) Putnok, Rákóczi út 11.
- Várady Béla Sportközpont (3630) Putnok, Puskás Ferenc út 6.
- Sajóvölgye Focisuli (3630) Putnok, Bajcsy-Zsilinszky út 56.
- Putnoki Önkormányzat Vendégháza (3630) Putnok, Serényi László tér 12.
- Városi Piac (3630) Putnok, Petőfi út
- Vásárcsarnok (3630) Putnok, Serényi László tér

## Híres emberek
- Itt született 1844. október 14-én Tóth Ede népszínműíró. A szülőháza helyén épült lakóházon emléktábla őrzi nevét. Putnoki élményei alapján írta A falu rossza című népszínművét.
- 1750-ben itt született Péczeli József református lelkész, költő, műfordító.
- Itt született Blau Lajos (1861. április 29. – Budapest, 1936. március 8.) magyar–zsidó hittudós, egyetemi tanár, az Országos Rabbiképző Intézet igazgatója.
- Putnoki családban született 1866-ban (Pesten) gróf Serényi Béla.
- Kalniczky Endre református lelkész, honvédhadnagy az 1848–49-es forradalom és szabadságharc alatt. 1830-ban született.
- 1922-ben itt született Karsai Elek történész, levéltáros
- Itt született 1924-ben Gábori György író, szociáldemokrata politikus.
- 1952-ben itt született Gass István magyar bajnok labdarúgó.
- 1955. szeptember 2-án itt született és itt is él Tamás István magyar költő, író, újságíró, a putnoki Tóth Ede Alkotókör elnöke.
- Várady Béla magyar labdarúgó, csatár, balszélső, edző. A Vasas válogatott labdarúgója. 1977-ben az európai Ezüstcipő nyertese. A Várady Béla Sportközpont névadója.
- Orlay Miklós (?, 1650 körül – ?, 1704. április 20. körül) kuruc ezredes. 1672-ben mint putnoki kapitány a vár őrségével együtt csatlakozott Thökölyhez.
- Viczián Ottó Jászai Mari-díjas magyar színész, a Madách Színház és a Soproni Petőfi Színház örökös tagja.
- Placskó Emese színész.
- Évtizedeken keresztül volt a város és a putnoki választókerület parlamenti képviselője, 1892-től kezdődően Putnoky Móric magyar földbirtokos, gömöri főispán, titkos tanácsos.

## Díszpolgárok
- Placskó Lajos
- Sarkadi Péter
- Szombati László
- dr. Tanner János

## Testvérvárosok
- Fécamp, Franciaország
- Tiszolc, Szlovákia
- Tornalja, Szlovákia
- Nowy Żmigród, Lengyelország
- Ludgeřovice, Csehország

## Putnok az irodalomban
- Tóth Ede: A Falu rossza
- Fényes Elek: Magyarország geographiai szótára 1-4. (Pest, 1851)
- Ózd és térsége (Budapest, 2003 ISBN 963-9479-04-7)
- Tamás István: Összetartozás (Budapest, 2001 ISBN 963-007-265-3)
- Tamás István: Gömör kapujában (Putnok, 2004 ISBN 963-214-971-8)
- Tamás István – Frantisek Szűcs: A Sajó és a Rima mentén, 2010 ISBN 978-963-88714-5-9
- György Horváth László – Tamás István: Tűztánc (drámai várjáték) ISBN 9638668601
- Az ózdi kistérség (Ózd, 2007 ISBN 978-963-06-2950-8)
- Nagy Károly: Ózd város és környéke (Ózd, 1999 ISBN 963-03-7729-2)